# San Francisco
San Francisco (englische Aussprache [ˌsæn fɹənˈsɪskoʊ], deutsch auch San Franzisko), offiziell City and County of San Francisco (Stadt und Kreis San Francisco), ist eine Stadt in der Metropolregion San Francisco Bay Area im US-Bundesstaat Kalifornien an der Westküste der Vereinigten Staaten am Pazifischen Ozean. Mit 873.965 Einwohnern (Volkszählung 2020) ist sie die viertgrößte Stadt Kaliforniens. Im globalen Vergleich gilt sie neben ähnlich großen Städten wie etwa Frankfurt am Main oder Amsterdam als mittelgroße Weltstadt.
Der Name der Stadt ist spanischen Ursprungs. San Francisco ist nach dem Heiligen Franziskus, also Franz von Assisi, benannt.

## Geographie

### Geografische Lage
Die Großstadt liegt an der nördlichen Spitze der San-Francisco-Halbinsel, welche die Bucht von San Francisco südwestlich abschließt. Das Stadtgebiet, welches deckungsgleich mit dem gleichnamigen County ist (offizielle Eigenbezeichnung der Stadt: City and County of San Francisco), besitzt einen näherungsweise quadratischen Umriss mit ca. 11 km Kantenlänge. Die Stadt wird im Westen vom Pazifik, im Norden vom Golden Gate und im Osten von der Bucht begrenzt.
San Francisco ist auch berühmt für seine Hügel, die ab dreißig Metern Höhe Hill genannt werden; im gesamten Stadtgebiet gibt es derer 42. Im Zentrum des Stadtgebiets liegen die rund 275 m hohen Twin Peaks, die von den spanischen Missionaren auf Grund ihres Aussehens „Los Pechos de la Chola“, auf Deutsch „Die Brüste des Indianermädchens“, genannt wurden. Auf einem Rücken, der die Twin Peaks mit dem benachbarten Mount Sutro verbindet, befindet sich der fast 300 m hohe Sendeturm Sutro Tower, der das Stadtbild weithin sichtbar dominiert.
San Francisco besitzt wie viele US-amerikanische Großstädte ein großräumig strikt rechtwinkliges Straßennetz, welches in der Regel ungeachtet der geografischen Verhältnisse angelegt wurde. Dies führt speziell in den älteren, nordöstlichen Stadtteilen zu teilweise sehr steilen Straßenabschnitten, zu deren komfortabler Überwindung Andrew Smith Hallidie um 1870 die Cable Cars entwickelte. Lediglich im Bereich um die höchsten der Hügel (Twin Peaks, Mount Davidson) wurden die Straßenverläufe der Geografie angepasst.
San Francisco ist eine der bedeutendsten Hafenstädte an der Westküste Nordamerikas. Diese Bedeutung erlangte die Stadt durch den vom Meer geschützten Hafen (Naturhafen). In der Bucht von San Francisco liegen die bekannte, heute nur noch als Museum dienende Gefängnisinsel Alcatraz, Angel Island, Treasure Island, Yerba Buena Island und weitere kleine Inseln. Im Pazifik vor San Francisco liegen die Farallon-Inseln.

### Geologie
Die Nähe der Stadt zur San-Andreas-Verwerfung birgt ein erhöhtes Risiko für Erdbeben. Am 18. April 1906 ereignete sich das bislang schwerste Erdbeben. Es erstreckte sich von San Juan Bautista bis Eureka und hatte eine Stärke von 7,8 auf der Richterskala. Als Folge von Bränden und Sprengungen wurden dabei rund 3000 Menschen getötet und drei Viertel von San Francisco zerstört beziehungsweise erheblich beschädigt.
Das Loma-Prieta-Erdbeben von 1989 war bis heute das letzte große Beben in der Region (7,1 auf der Richterskala). Es hatte erhebliche Auswirkungen auf Teile der Stadt. Viele Straßen und Freeways wurden beschädigt. Der Embarcadero Freeway an der nördlichen Seite der Stadt ist dem Beben vollständig zum Opfer gefallen und wurde abgerissen. Teile der oberen Fahrbahn der zweistöckigen Bay Bridge fielen auf die darunterliegende Ebene.
Experten befürchten für die Zukunft ein noch stärkeres Erdbeben als das von 1906. Im Jahr 2008 veröffentlichte der Geologische Dienst der USA und das Südkalifornische Erdbebenzentrum eine Studie. Darin sagen die Forscher im Rahmen einer 30-Jahre-Prognose ein schweres Erdbeben in Kalifornien voraus. Die Wahrscheinlichkeit für ein Beben der Stärke 6,7 liegt demnach bei 99,7 Prozent, für die Stärke 7,5 oder mehr beträgt sie 46 Prozent.

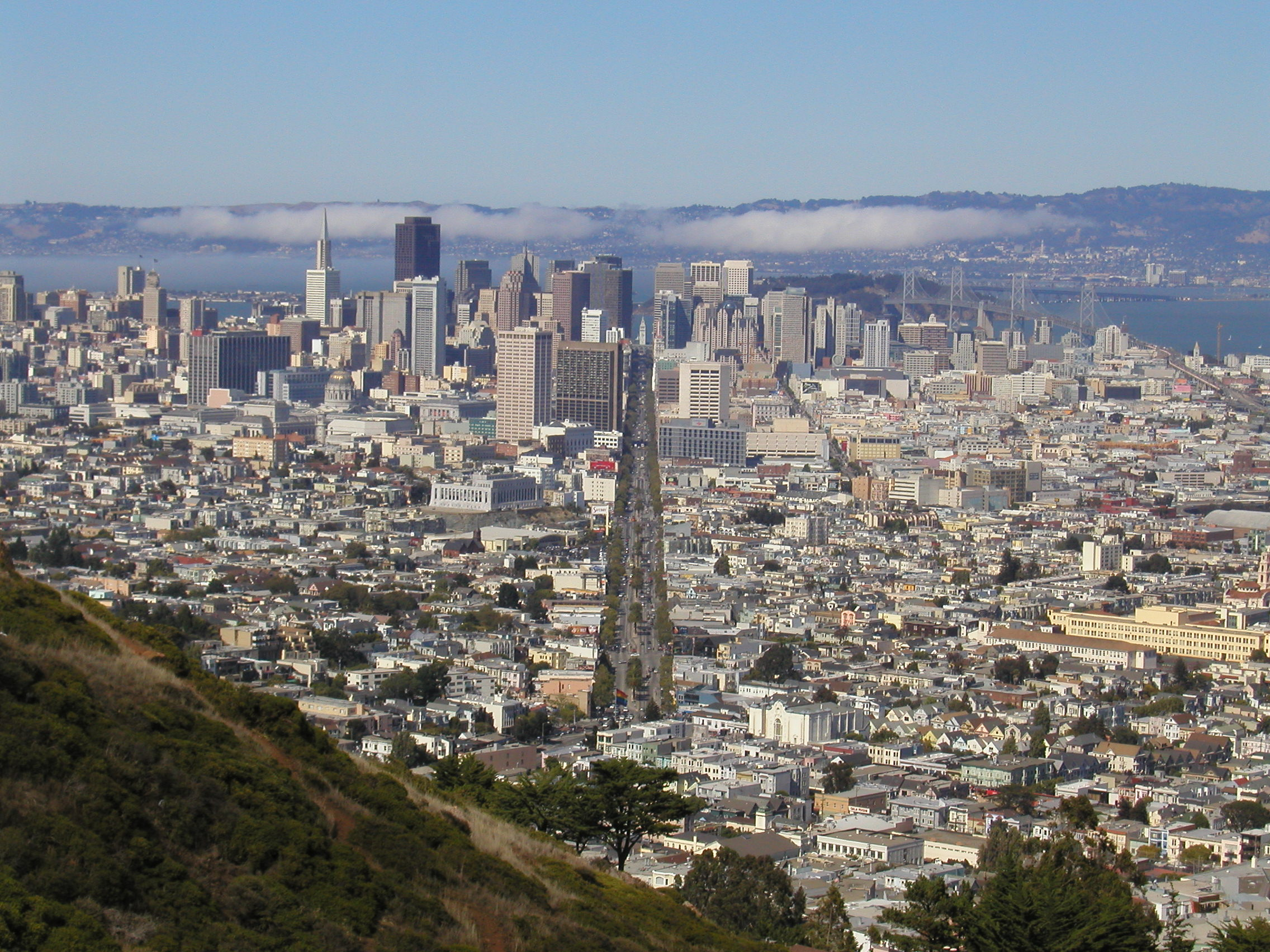
Market Street und Downtown von Twin Peaks aus gesehen

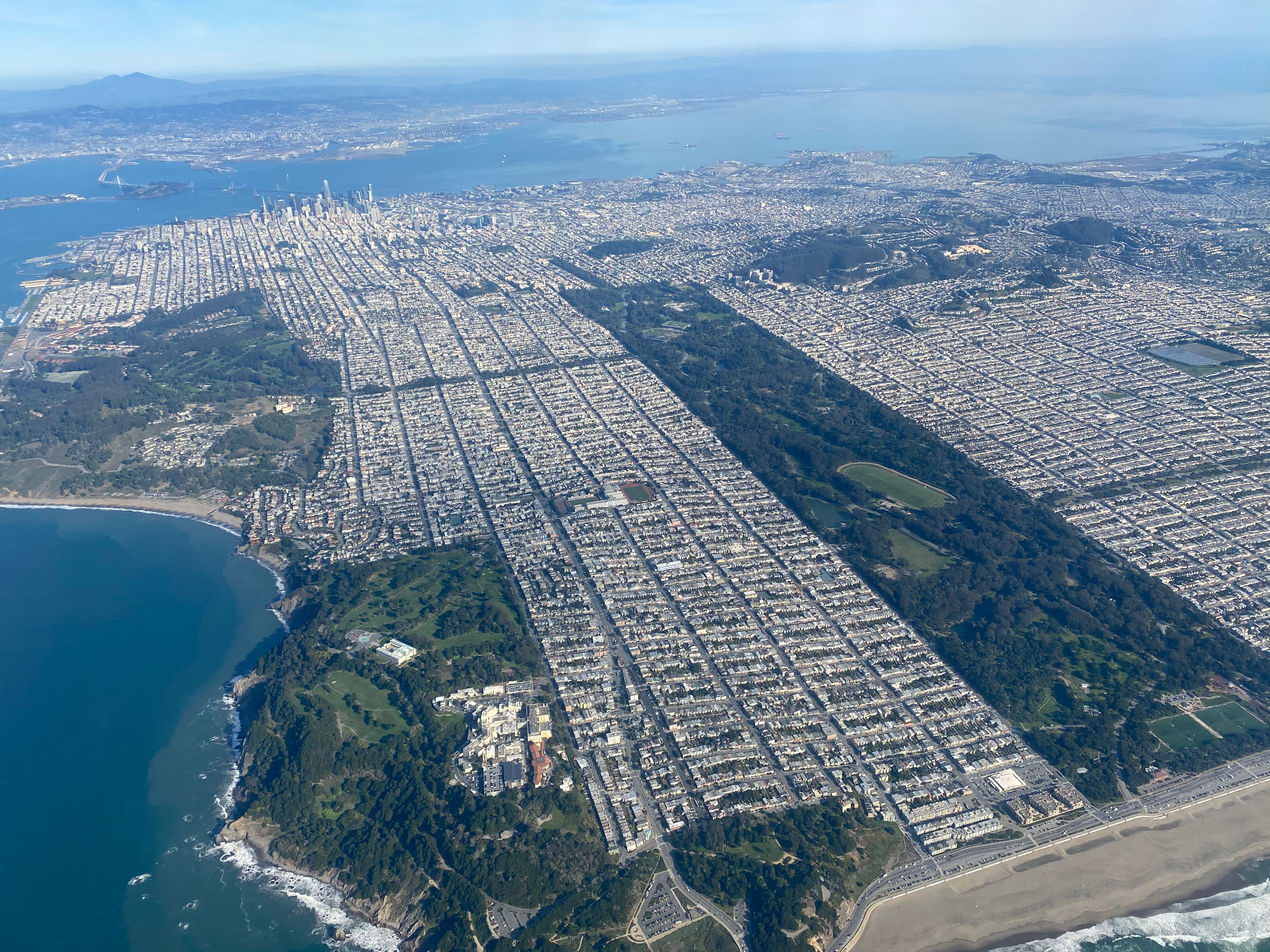
San Francisco aus der Luft

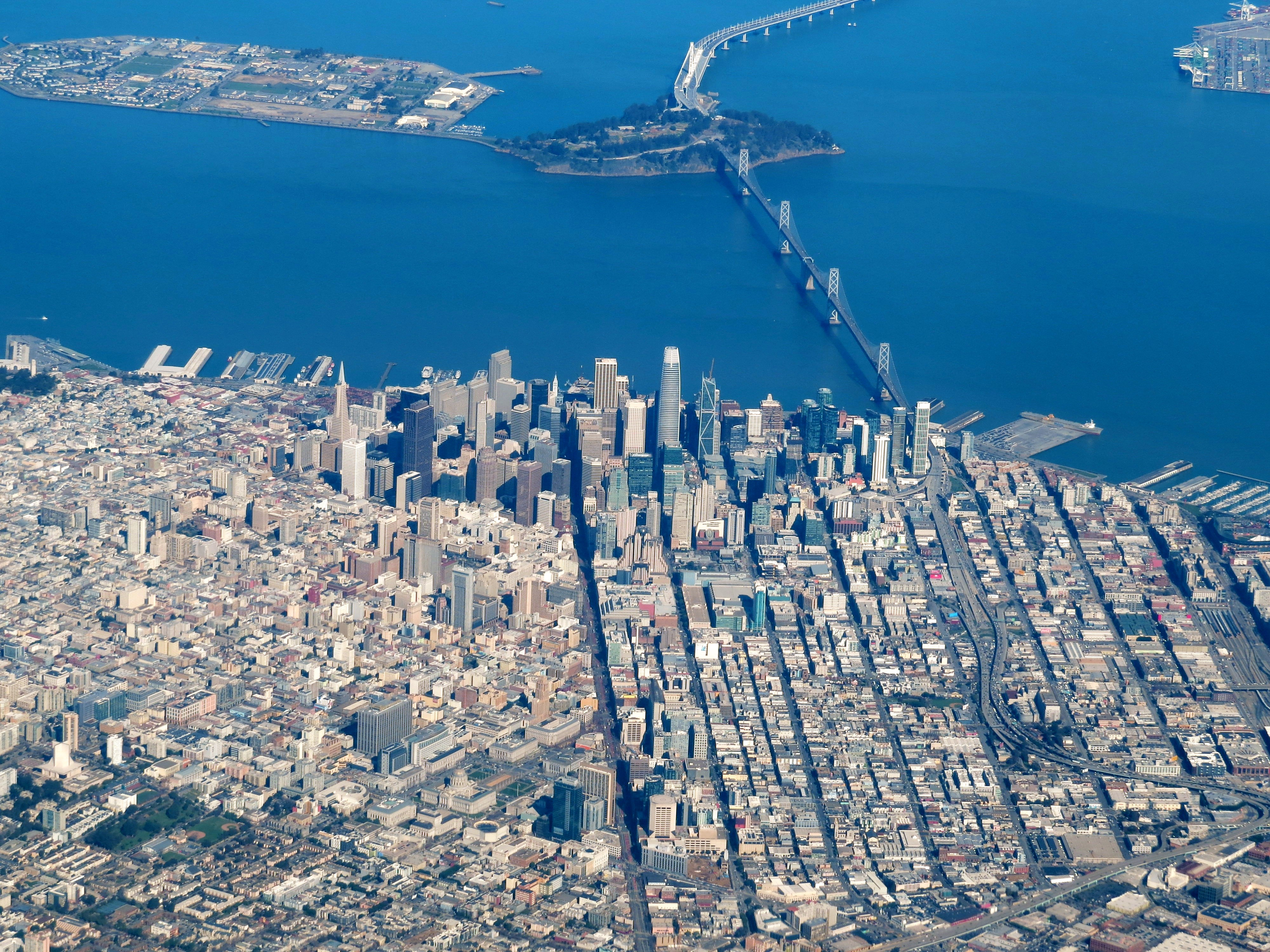
Downtown

### Stadtgliederung
Wie in vielen amerikanischen Städten gibt es eine Japantown und eine Chinatown. Die Chinatown von San Francisco bildet zusammen mit den Chinesen in den Sunset und Richmond Districts eines der größten Chinesenviertel außerhalb der Volksrepublik China. Außerdem gibt es eine vietnamesische Gemeinde im Stadtteil Tenderloin, eine der Filipinos in Crocker Amazon, eine italienische Gemeinde in North Beach, ein French Quarter sowie eine irische und russische Gemeinde im Richmond District.
Der heute hispanisch geprägte Mission District ist einer der ältesten Stadtteile. Er geht auf eine der 21 Missionen zurück, die von spanischen Missionaren gegründet wurden. Russian Hill erhielt den Namen aufgrund der während des Goldrausches dort entdeckten Gräber russischer Trapper. Haight-Ashbury erlangte in den 1960er-Jahren seine Berühmtheit als eine der prominentesten Ansammlungen von Hippies. Das Castro ist das größte Lesben- und Schwulenviertel der Stadt. Die größte afro-amerikanische Gemeinde befindet sich südöstlich von Bayview und Hunters Point. Richmond, an der Westseite der Stadt nördlich des Golden Gate Parks gelegen, ist im Wesentlichen von asiatischen Einwanderern geprägt. Südlich der Market Street, die als eine der wenigen Straßen quer verläuft, liegt der Stadtteil Soma (South of Market), bekannt für seine Galerien und Kunstaktivitäten.

### Klima
Das vorherrschende mediterrane Klima wird stark von der Lage San Franciscos an der Küste des Pazifik beeinflusst, insbesondere durch den aus nördlicher Richtung kommenden, kalten Kalifornienstrom. Die Sommer sind deshalb kühler als in anderen Regionen vergleichbarer geografischer Breite und nahezu regenfrei. Die wärmsten Monate sind August und September, ebenfalls ungewöhnlich für diese geografische Lage.
Die Winter sind vergleichsweise mild und niederschlagsreich, Frost gibt es nur sehr selten. Die Tagestemperatur im Sommer reicht von 15 bis 25 Grad Celsius. Bekannt sind aber auch die morgendlichen Nebelschwaden, die vom Meer her über die Hügel ziehen. Dieser Advektionsnebel entsteht dadurch, dass sich die durch Westwinde transportierte, relativ warme, feuchte Luft vom offenen Meer kommend über dem Kalifornienstrom abkühlt und kondensiert. Ebenso bekannt sind die sehr unterschiedlichen Mikroklimate. So kommt es vor, dass es am Golden Gate empfindlich kühl und im Stadtzentrum gleichzeitig hochsommerlich warm ist.

Typische morgendliche Nebelschwaden über San Francisco

|                       | Jan   | Feb  | Mär  | Apr  | Mai  | Jun  | Jul  | Aug  | Sep  | Okt  | Nov  | Dez  |   |       |
| Mittl. Tagesmax. (°C) | 13,1  | 15,2 | 16,0 | 17,7 | 19,2 | 21,3 | 22,0 | 22,4 | 23,1 | 21,2 | 16,9 | 13,4 | ⌀ | 18,5  |
| Mittl. Tagesmin. (°C) | 5,4   | 7,2  | 7,7  | 8,4  | 9,8  | 11,4 | 12,2 | 12,8 | 12,9 | 11,0 | 8,4  | 5,9  | ⌀ | 9,4   |
|                       |       |      |      |      |      |      |      |      |      |      |      |      |   |       |
| Niederschlag (mm)     | 110,5 | 80,5 | 77,7 | 34,8 | 4,8  | 2,8  | 0,8  | 1,3  | 5,1  | 31,0 | 72,6 | 78,5 | Σ | 500,4 |
|                       |       |      |      |      |      |      |      |      |      |      |      |      |   |       |
| Sonnenstunden (h/d)   | 5,6   | 7,1  | 8,6  | 10,1 | 10,5 | 10,8 | 9,9  | 9,1  | 9,1  | 7,9  | 6,1  | 5,4  | ⌀ | 8,4   |
|                       |       |      |      |      |      |      |      |      |      |      |      |      |   |       |
| Regentage (d)         | 8,0   | 7,4  | 8,0  | 4,8  | 1,3  | 0,5  | 0,2  | 0,3  | 0,9  | 2,6  | 6,4  | 7,6  | Σ | 48    |
|                       |       |      |      |      |      |      |      |      |      |      |      |      |   |       |
| Wassertemperatur (°C) | 10    | 11   | 12   | 12   | 13   | 14   | 15   | 15   | 16   | 15   | 13   | 11   | ⌀ | 13,1  |
|                       |       |      |      |      |      |      |      |      |      |      |      |      |   |       |
| Luftfeuchtigkeit (%)  | 78    | 76   | 73   | 71   | 71   | 71   | 73   | 75   | 72   | 72   | 75   | 78   | ⌀ | 73,7  |

| 5,4 |

| 7,2 |

| 7,7 |

| 8,4 |

| 9,8 |

| 11,4 |

| 12,2 |

| 12,8 |

| 12,9 |

| 11,0 |

| 8,4 |

| 5,9 |

| 5,4 |

| 7,2 |

| 7,7 |

| 8,4 |

| 9,8 |

| 11,4 |

| 12,2 |

| 12,8 |

| 12,9 |

| 11,0 |

| 8,4 |

| 5,9 |

## Geschichte

### Indianische Besiedlung und erste Europäer
Ursprünglich war die Bucht von San Francisco durch den Indianerstamm der Muwekma Ohlone besiedelt, der bis ins 19. Jahrhundert fast ausgerottet war. Die spanischen Eroberer schickten im 16. Jahrhundert zwei Expeditionen in den Norden Amerikas, um die Westküste zu erkunden. Hernán Cortés hatte eine „Halbinsel zwischen Golf und Ozean“ entdeckt und nannte sie California. Aber die offizielle Entdeckung erfolgte mit Juan Rodríguez Cabrillo erst zehn Jahre später. 
Die schwer zu findende Einfahrt zur Bucht wurde erst 1775 entdeckt, obwohl viele Entdecker, unter anderem Francis Drake, die Region schon im 16. Jahrhundert erkundet hatten. Jedoch verhinderte der Nebel oftmals die Sicht auf die Meerenge und die Bucht. Die ersten Europäer siedelten ab 1776 in der heutigen Stadt. Spanische Soldaten und Missionare gründeten am 29. Juni die Kirche Mission Dolores an einer Lagune, die sie Nuestra Señora de los Dolores nannten, sowie ein Presidio am Golden Gate zur Sicherung der Mission. Die Stadt wurde später von den Missionaren in Gedenken an den Heiligen Franz von Assisi San Francisco de Asís genannt, auf Englisch wurde daraus dann Saint Francis. Einer nahegelegenen Siedlung wurde der Name Yerba Buena gegeben. (Hierba Buena bedeutet wörtlich „gutes Kraut“ und ist die spanische Bezeichnung für eine lokal vorkommende Minzeart.) Der aus Petra auf Mallorca stammende Franziskanerpater Junípero Serra leitete damals die Missionsgründungen. Er wird noch heute sehr verehrt.
300 Jahre nach der Entdeckung Amerikas durch Christoph Kolumbus gründete 1792 der britische Forscher George Vancouver eine kleine Niederlassung nahe Yerba Buena (die spätere Downtown von San Francisco). Sie wurde zu einer Ausgangsbasis für europäische und russische Siedler, Pelzhändler und Pioniere.

### 19. Jahrhundert und Neuzeit

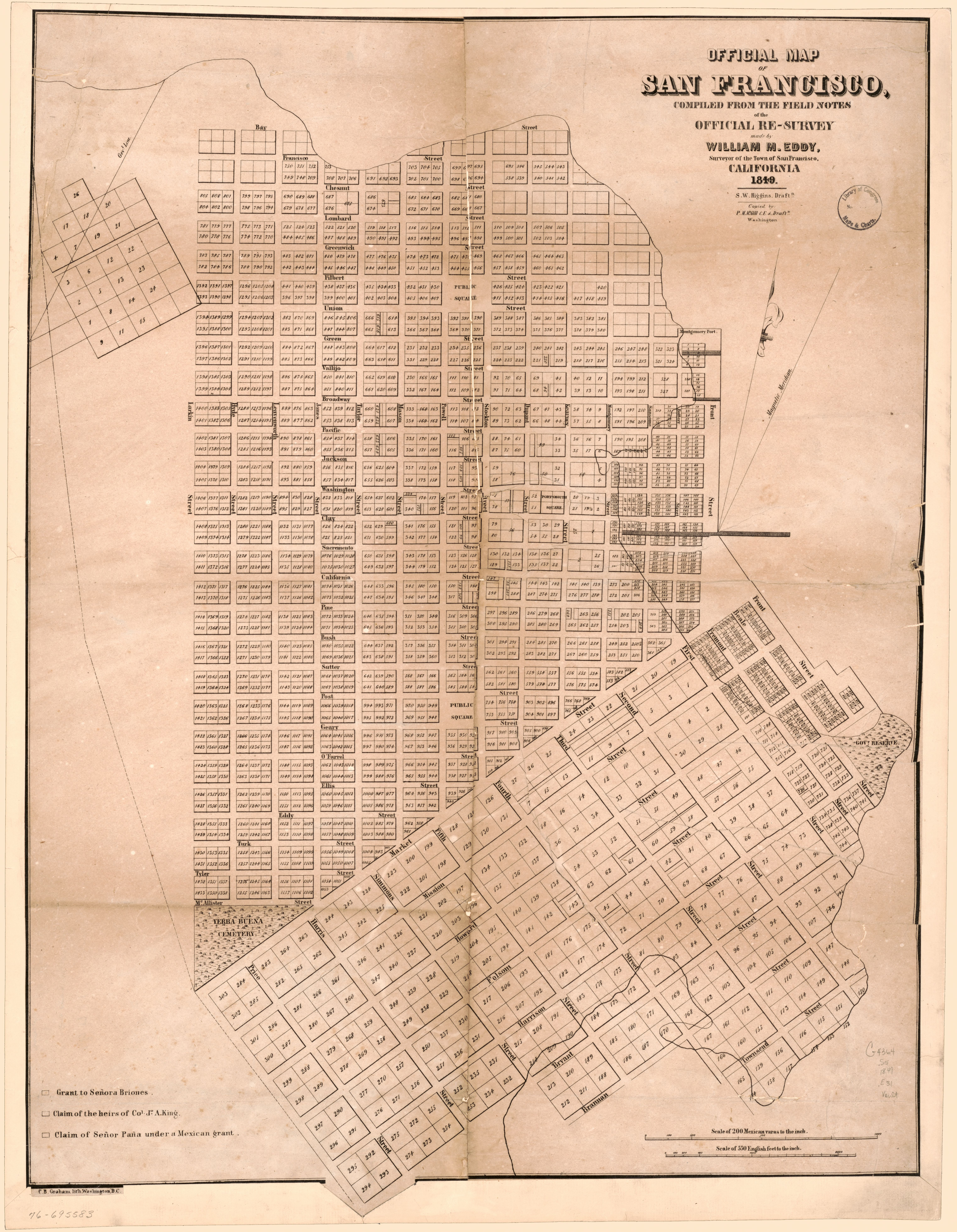
Stadtplan San Francisco von William Mathewson Eddy (1849)

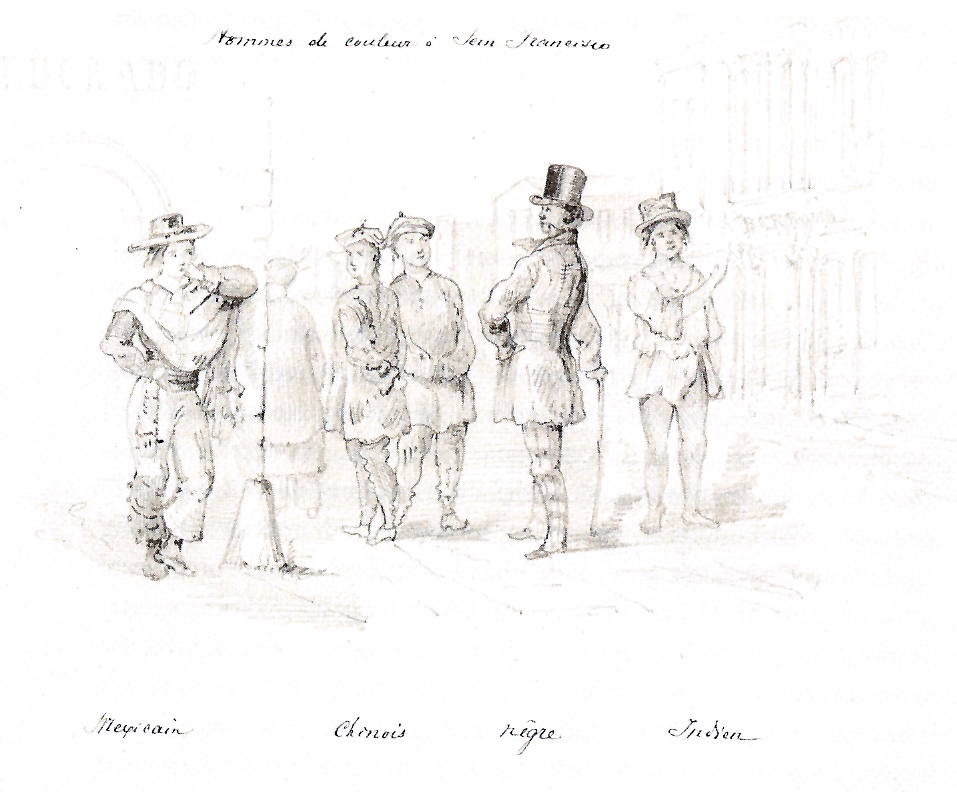
Farbige Bewohner San Franciscos um 1852, gezeichnet von Théophile de Rutté

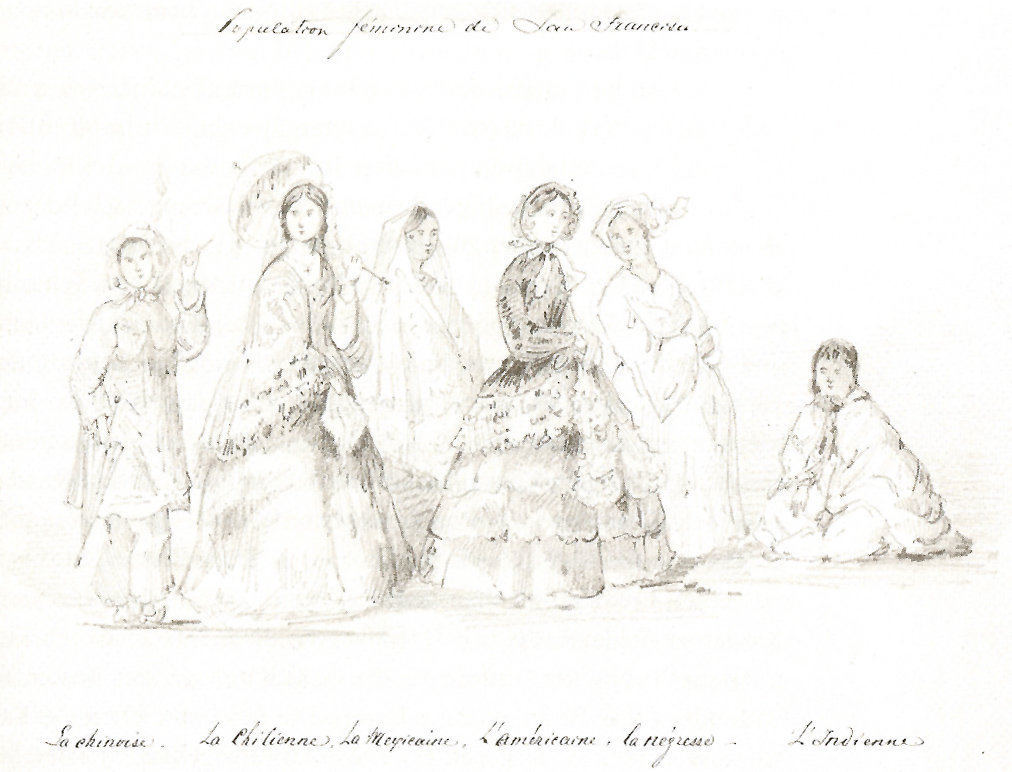
Die Frauen in San Francisco in ihren Roben, ebenfalls um 1852

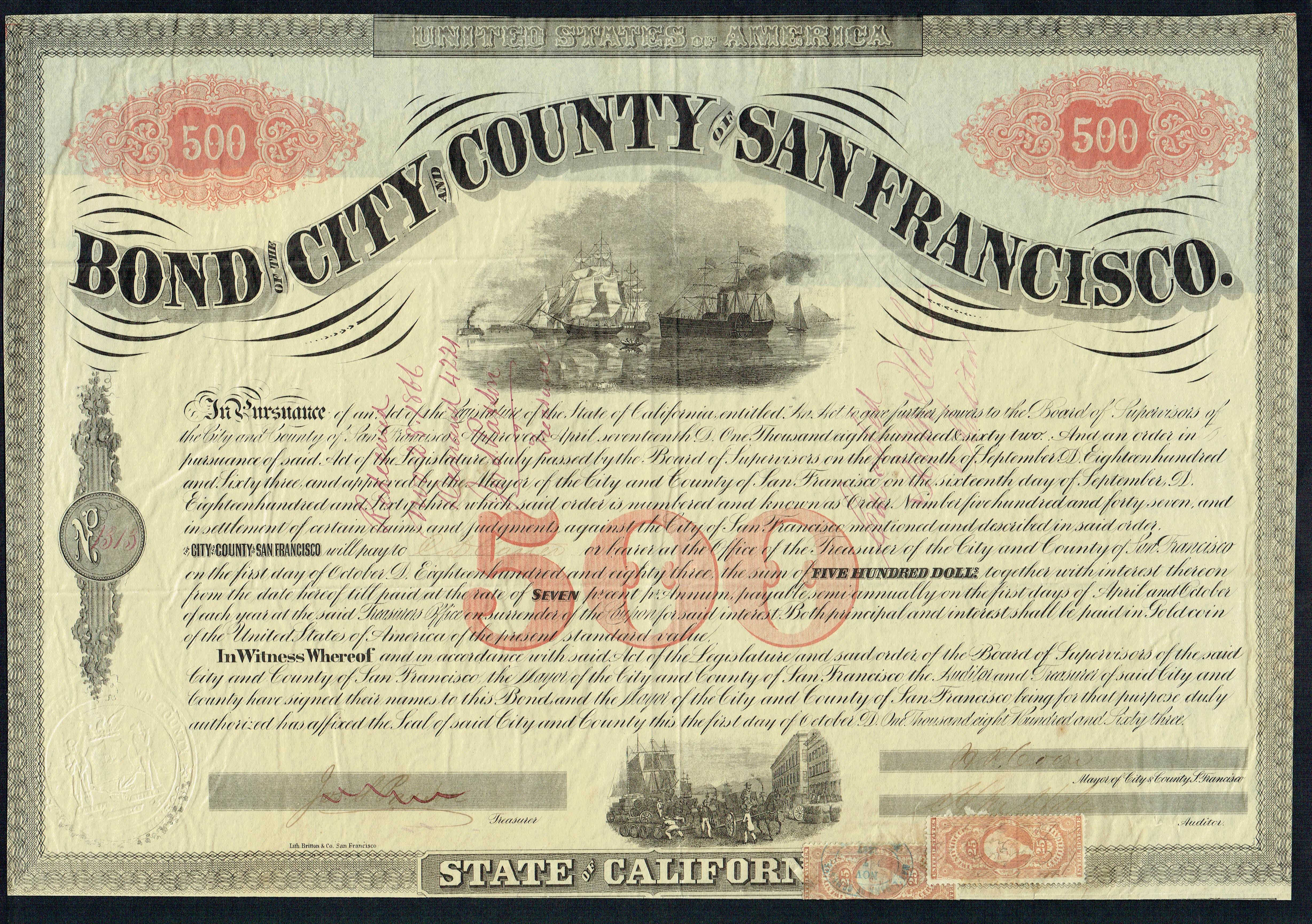
Anleihe der City and County of San Francisco vom 1. Oktober 1863

1846 organisierte der amerikanische Entdecker und Politiker John Charles Frémont einen Aufstand unter den anglo-amerikanischen Siedlern der Region. Auch die hispanischen Kalifornier erhoben sich gegen Mexiko (Junta von Monterey). Am 14. Juni 1846 riefen 33 US-amerikanische Siedler die Republik Kalifornien aus; sie wussten nicht, dass der Mexikanisch-Amerikanische Krieg bereits einen Monat zuvor begonnen hatte. Anfang Juli eroberten eine Fregatte und zwei Sloops der United States Navy Monterey; danach gab Frémont seine Idee einer eigenen Republik auf.
San Francisco erlebte einen ersten großen Aufschwung durch den 1848 beginnenden Goldrausch in Kalifornien. Der Name Golden Gate leitet sich davon ab. Die Bevölkerungszahl stieg dabei von etwa 900 auf über 20.000 in einem einzigen Jahr an.
Im Umfeld der Mission wurden bald mehr irische als spanische Grabsteine aufgestellt. Viele Schiffe wurden von ihren Besitzern aufgegeben und havarierten im Hafen. Um neuen Platz zu schaffen, wurde beschlossen, die Schiffswracks zu nutzen, und man füllte den Hafen mit Erde und Schutt auf. Große Teile der heutigen Innenstadt sind auf diesen Landfills gebaut. In dieser Zeit entwickelte sich die Stadt auch zum wirtschaftlichen Zentrum Kaliforniens. Es wurden Banken – wie etwa die Wells Fargo Bank – und auch viele andere namhafte Unternehmen in San Francisco gegründet, beispielsweise Levi Strauss & Co. und die Ghirardelli Chocolate Company.
 Um Platz in der aufstrebenden Stadt zu schaffen, beschäftigte das Rathaus mit William Mathewson Eddy einen Landvermesser, der im Dezember 1849 den einzigen heute erhaltenen Stadtplan jener Zeit veröffentlichte. Er schuf innerhalb von drei Monaten etwa 600 neue Parzellen für interessierte Siedler.
Der spätere selbsternannte Kaiser der Vereinigten Staaten und Schutzherr von Mexiko Joshua Norton wanderte 1849 mit einem Startkapital von 40.000 $ aus Südafrika nach San Francisco ein. Den durch Grundstücksgeschäfte erlangten Reichtum verspielte er bis 1859 wieder. Durch Spekulationen gescheitert und bankrott, wollte Norton die Dinge nun selbst in die Hand nehmen und ernannte sich am 17. September 1859 in Briefen an die örtlichen Zeitungen und Politiker selbst zum „Kaiser von Amerika und Schutzherren von Mexiko“. Einundzwanzig Jahre lang erließ er nun kaiserliche Edikte.
Am Morgen des 18. April 1906 verwüsteten ein Erdbeben und ein Feuer San Francisco. Im Allgemeinen wird die Zahl der Todesopfer auf 700 geschätzt, einige Quellen geben aber eine drei- bis viermal höhere Zahl an. Das Missionsgebäude überstand das Erdbeben ohne Schaden, so dass es heute das älteste Gebäude der Region ist.
In den 1930er Jahren wurden die Golden Gate Bridge nach Norden und die Oakland Bay Bridge nach Osten fertiggestellt. Dadurch war die Stadt wesentlich einfacher zu erreichen, und die Bevölkerungszahl stieg nochmals erheblich an. 1939 fand auf Treasure Island eine Weltausstellung (Golden Gate International Exposition) statt. Die Insel wurde eigens für die Ausstellung neben Yerba Buena Island aufgeschüttet. Nach der Ausstellung war sie bis 1996 ein Stützpunkt der US-Marine. Das Gelände wird seitdem wieder als Wohnort genutzt.
Nach dem Ende des Zweiten Weltkriegs fand 1945 die Konferenz von San Francisco statt, aus der als Ergebnis die Charta der Vereinten Nationen und die UN hervorgingen. Die Stadt gilt somit als Gründungsstätte der Vereinten Nationen. In den 1960er Jahren wurde die Stadt zu einem Zentrum der US-amerikanischen Gegenkultur, der Auflehnung gegen das politische Establishment und der Gegenöffentlichkeit. Die Hippie-Bewegung feierte 1967 in der Stadt im Summer of Love einen Höhepunkt. 
Janis Joplin und Bands wie Grateful Dead oder Jefferson Airplane beeinflussten die Rockmusik weltweit. Begünstigt wurde das durch die Nähe des Berkeley-Campus der University of California. Autoren wie Timothy Leary, Phil K. Dick oder Robert Anton Wilson lebten damals dort. Scott McKenzies Aufnahme des von John Phillips geschriebenen Songs San Francisco (Be Sure to Wear Flowers in Your Hair) wurde zu einem Welthit.

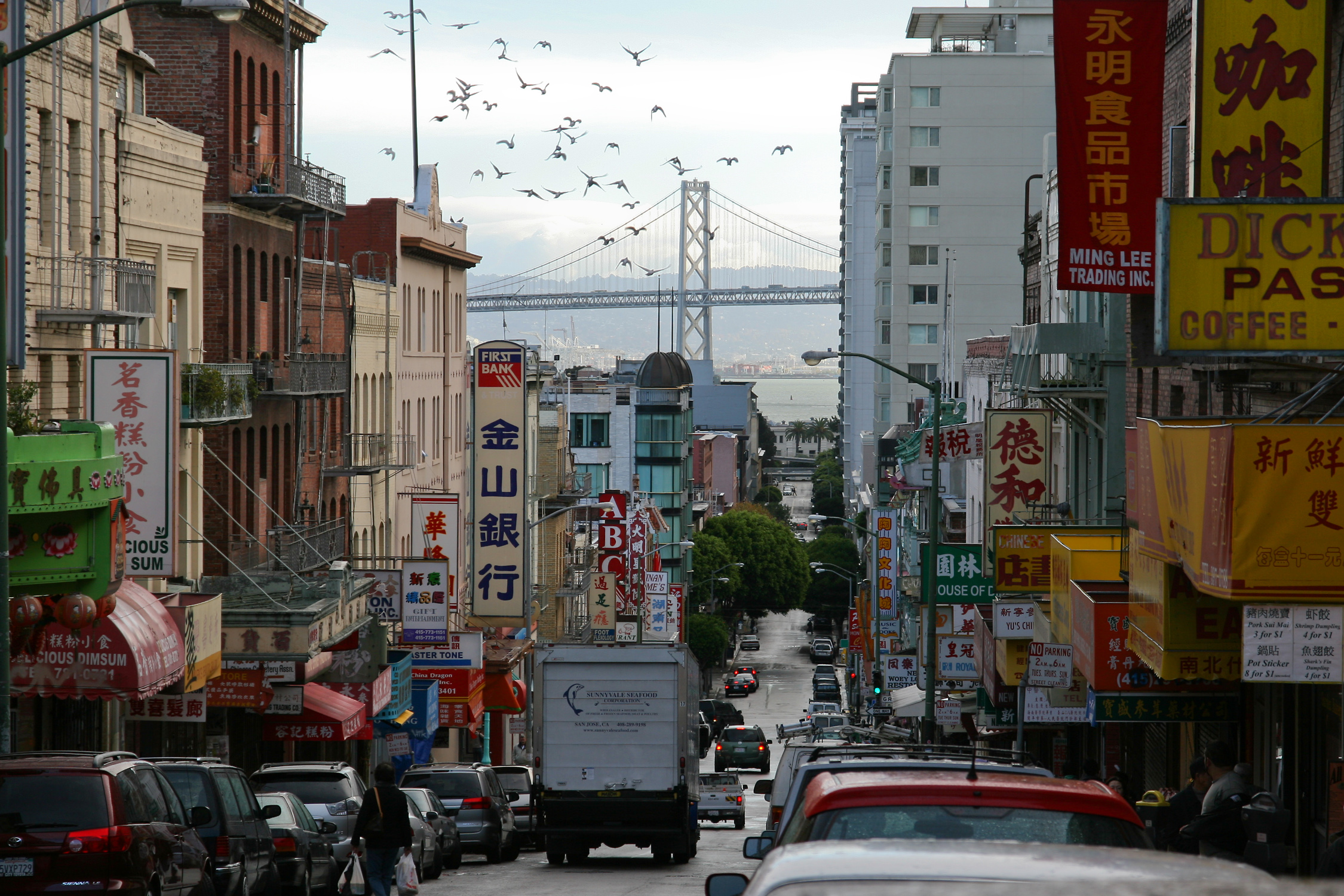
Straße in China Town; im Hintergrund die Bay Bridge

Seit den 1970ern zogen zunehmend Homosexuelle in die Stadt, insbesondere in den Castro District. Die Stadt gilt bis heute als „die“ Stadt der Homosexuellen in den USA, und Queer Politics hat großen Einfluss auf die Stadtpolitik. Diese Zeit wird auch in den Stadtgeschichten von Armistead Maupin ausführlich beschrieben. Ende des 20. Jahrhunderts waren die Stadt und das nahegelegene Silicon Valley Zentrum des wirtschaftlichen Aufschwungs der Informationstechnik. Während des Dotcom-Booms in den 1990ern zogen immer mehr Softwarefirmen, Unternehmer und Marketingexperten nach San Francisco und beeinflussten die soziale Landschaft gravierend. Ehemals arme Arbeiterviertel wandelten sich zu populären Gegenden; die Immobilienpreise stiegen stark.
In San Francisco liegen 17 National Historic Landmarks. Insgesamt sind 185 Bauwerke und Stätten der Stadt im National Register of Historic Places eingetragen.

## Einwohnerentwicklung
Die Einwohnerzahl der Stadt San Francisco sank von 1950 bis 1980 kontinuierlich, steigt aber seitdem wieder. Die Zunahme der Bevölkerung von 1980 bis 2010 betrug knapp 20 %. Zu beachten ist, dass sich diese Zahlen nur auf das Gebiet der politischen Stadt beziehen, die Metropolregion ist jedoch viel größer.
| Jahr | Einwohner 1 |
| ---- | ----------- |
| 1852 | 34.776      |
| 1860 | 56.802      |
| 1870 | 149.473     |
| 1880 | 233.959     |
| 1890 | 298.997     |
| 1900 | 342.782     |
| 1910 | 416.912     |
| 1920 | 506.676     |
| 1930 | 634.394     |
| 1940 | 634.536     |
| 1950 | 775.357     |
| 1960 | 740.316     |
| 1970 | 715.674     |
| 1980 | 678.974     |
| 1990 | 723.959     |
| 2000 | 776.764     |
| 2010 | 805.195     |
| 2020 | 873.965     |

### Demografie

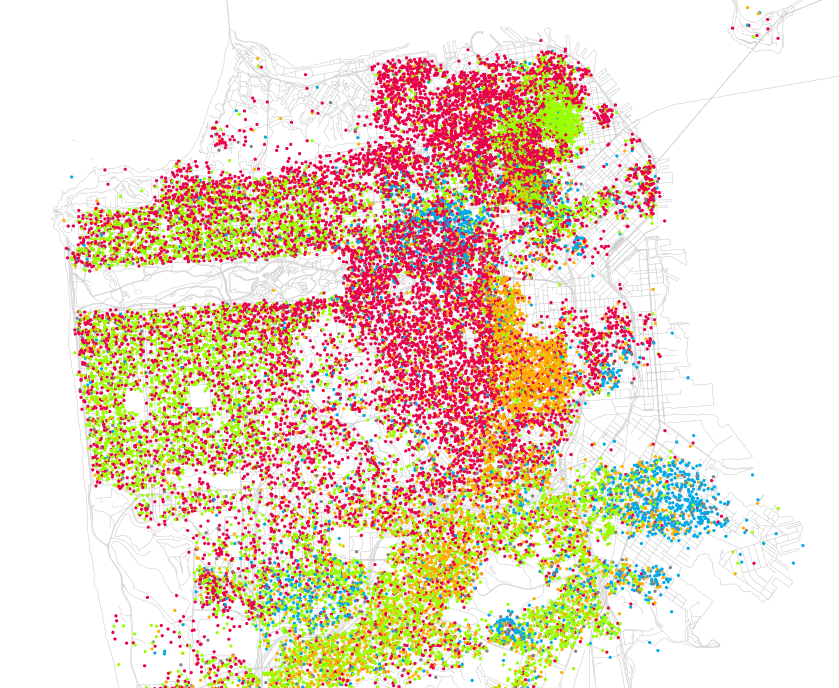
Darstellung der ethnischen Bevölkerungsverteilung in San Francisco im Jahr 2000. Weiß, Schwarz, Asiatisch, Latino.

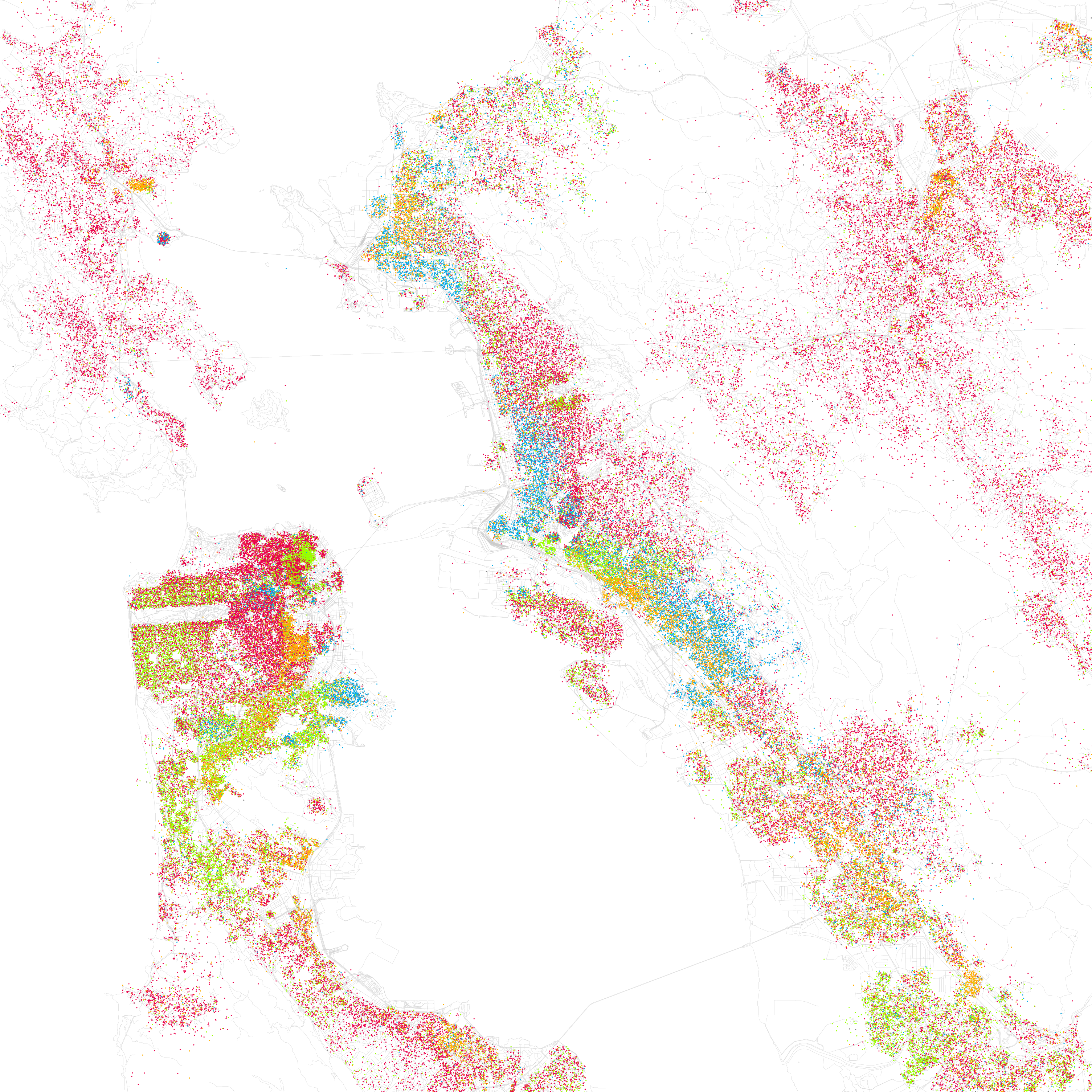
Darstellung der ethnischen Bevölkerungsverteilung in der San Francisco Bay Area im Jahr 2000. Weiß, Schwarz, Asiatisch, Latino.

Nach dem Census 2010 leben in San Francisco 805.195 Menschen. Von diesen sind 48,1 % Weiße, 33,3 % Asiaten, 6,1 % Schwarze oder Afroamerikaner, 0,5 % Indianer und 0,4 % Pazifische Insulaner. 6,6 % gehören anderen Rassen an und 4,7 % zwei oder mehr Rassen. Unabhängig von der Rasse sind 15,1 % Hispanics oder Latinos. Nicht-Hispanische Weiße machen 41,9 % der Bevölkerung aus, womit es sich bei San Francisco um eine Majority-Minority-Stadt handelt.
Im Verhältnis zur übrigen Bevölkerung leben in San Francisco die meisten Asiaten in ganz Nordamerika, die Chinatown ist nach derjenigen New Yorks die größte der USA. Im Gegensatz zur üblichen Verteilung in den meisten Gegenden der Welt leben in San Francisco mehr Männer als Frauen. Das Verhältnis beträgt 103,1: 100.

### Obdachlosigkeit / Opioidkrise
Die Nähe zum Silicon Valley mit High-Tech-Unternehmen wie Apple und Facebook hat die Preise für Mietwohnungen und Häuser in der Stadt in den vergangenen Jahren explodieren lassen. Nach Schätzungen haben in San Francisco und der Bay-Area um die 40.000 Menschen keine Wohnung. Wie in vielen US-amerikanischen Großstädten finden sich auf den Straßen Notunterkünfte aus Campingzelten, zugleich werden öffentliche Plätze durch das Fehlen von Parkbänken so gestaltet, dass der dauerhafte Aufenthalt von Obdachlosen erschwert wird.
Die hohe Obdachlosigkeit und die gemeinsame Grenze von Kalifornien und Mexiko führen dazu, dass San Francisco in großen Ausmaß von der Opioidkrise betroffen ist. Stadtviertel wie Tenderloin und Teile des Missions-Distrikts werden aufgrund der allgegenwärtigen Drogenkonsumenten von Anwohnern und Touristen zunehmend gemieden. Um die Polizei und die Gefängnisse zu entlasten werden Diebstähle bis zu einem Wert von 950 $ nicht mehr strafrechtlich verfolgt. Waren in den Supermärkten der Innenstadt sind aus diesem Grund zunehmend in Vitrinen eingeschlossen und können nur durch die Verkäufer entnommen werden.

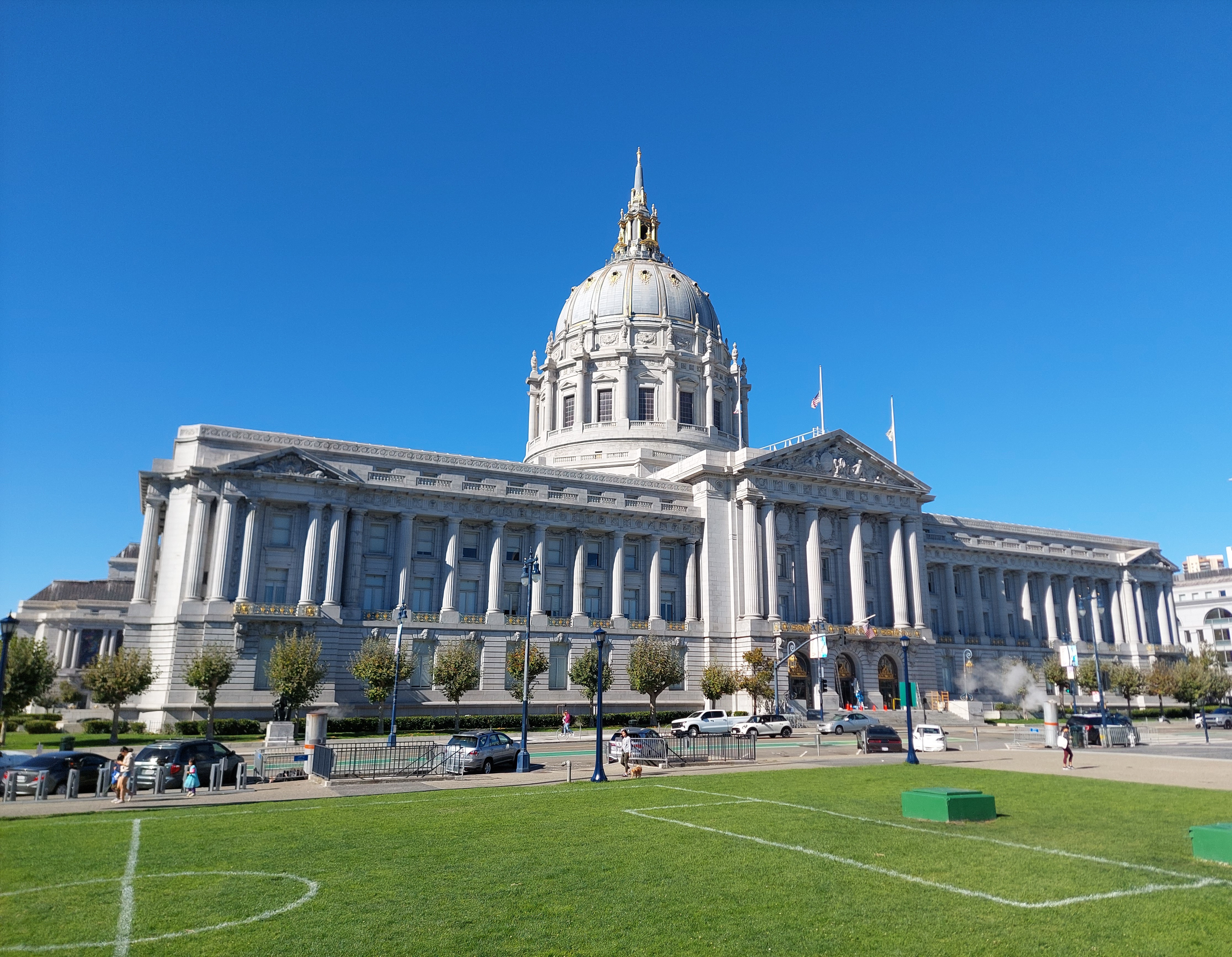
Die City Hall, das Rathaus von San Francisco

## Politik
Seit den 1960ern und dem Summer of Love hat sich die Stadt zu einem linken Zentrum der USA und zur Hochburg der Demokratischen Partei gewandelt. Der Trend zeigt sich ebenfalls in der Tatsache, dass Dwight D. Eisenhower 1956 als letzter republikanischer Präsidentschaftskandidat diesen Wahlbezirk gewonnen hatte. Diese eher links orientierte politische Einstellung wird auch sichtbar in einer nicht umgesetzten Verordnung vom Frühjahr 2006, in der das Tragen, Besitzen und Verkaufen von Handfeuerwaffen innerhalb des Stadtgebietes verboten werden sollte.

### Bürgermeister

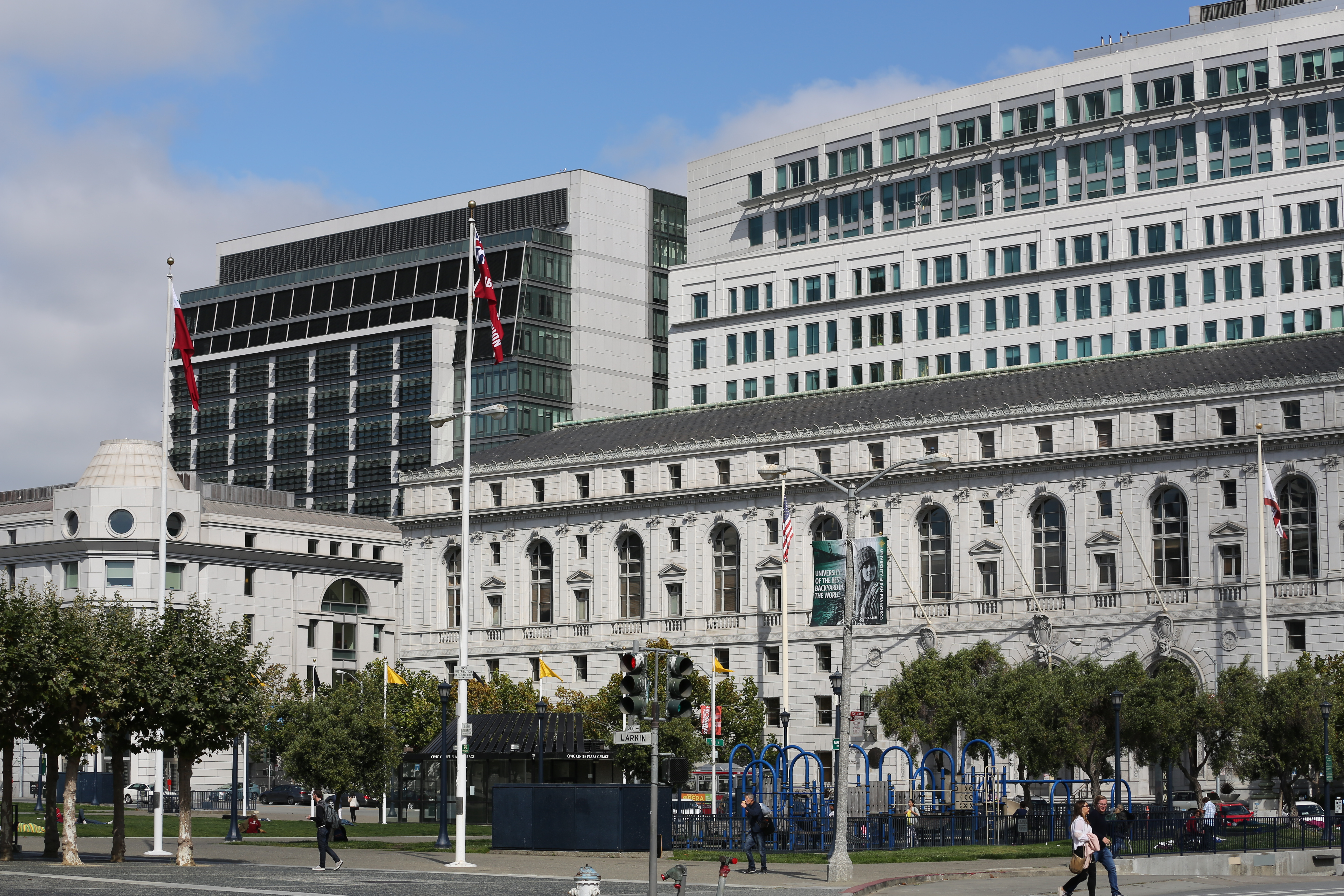
Der Supreme Court von Kalifornien (California State Building)

San Francisco besitzt seit 1856 einen Doppelstatus als konsolidierte Stadt mit Landkreis. Das bedeutet Stadt und County (Landkreis) unterliegen derselben Jurisdiktion. Es ist die einzige Verwaltungskonstruktion dieser Art in Kalifornien. Der Bürgermeister der Stadt ist auch gleichzeitig Vorsitzender des Verwaltungsrates des Countys. Ihm beigeordnet sind elf weitere Mitglieder im Verwaltungsrat, das Board of Supervisors. Diese werden aus ihrem jeweiligen District (Bezirk), in dem sie leben, von den Bürgern direkt gewählt. Als bekanntestes Beispiel wäre hier Harvey Milk anzuführen.

### Stadtflagge von San Francisco
Das Wappentier stellt einen Phönix dar, der aus der Asche aufersteht. Dies wurde in Anlehnung an die verheerende Katastrophe von 1906 gewählt. Unter dem Phönix steht der Spruch: „Oro en Paz, Fierro en Guerra“, was so viel bedeutet wie: „Gold im Frieden, Eisen im Krieg“.

### Städtepartnerschaften
San Francisco listet folgende neunzehn Partnerstädte auf:
| Stadt             | Land                    | seit |
| ----------------- | ----------------------- | ---- |
| Abidjan           | Elfenbeinküste          | 1986 |
| Amman             | Jordanien               | 2010 |
| Assisi            | Italien                 | 1969 |
| Bengaluru         | Indien                  | 2009 |
| Barcelona         | Spanien                 | 2010 |
| Burgas            | Bulgarien               |      |
| Caracas           | Venezuela               |      |
| Cork              | Irland                  | 1984 |
| Haifa             | Israel                  | 1973 |
| Ho-Chi-Minh-Stadt | Vietnam                 | 1995 |
| Kiel              | Deutschland             | 2017 |
| Krakau            | Polen                   | 2009 |
| Manila            | Philippinen             | 1981 |
| Osaka             | Japan                   | 1957 |
| Paris             | Frankreich              | 1997 |
| Seoul             | Südkorea                | 1975 |
| Shanghai          | Volksrepublik China     | 1979 |
| Sydney            | Australien              | 1968 |
| Taipeh            | Republik China (Taiwan) | 1969 |
| Thessaloniki      | Griechenland            | 1990 |
| Wladiwostok       | Russland                |      |
| Zürich            | Schweiz                 | 2003 |

1. ↑  Die Städtepartnerschaft mit San Francisco wurde 2018 aus Protest gegen ein dort errichtetes Denkmal für die sogenannten Trostfrauen beendet. Quelle: Justin McCurry: Osaka drops San Francisco as sister city over 'comfort women' statue. In: The Guardian. 4. Oktober 2018, abgerufen am 14. August 2022 (englisch).

## Kultur und Sehenswürdigkeiten

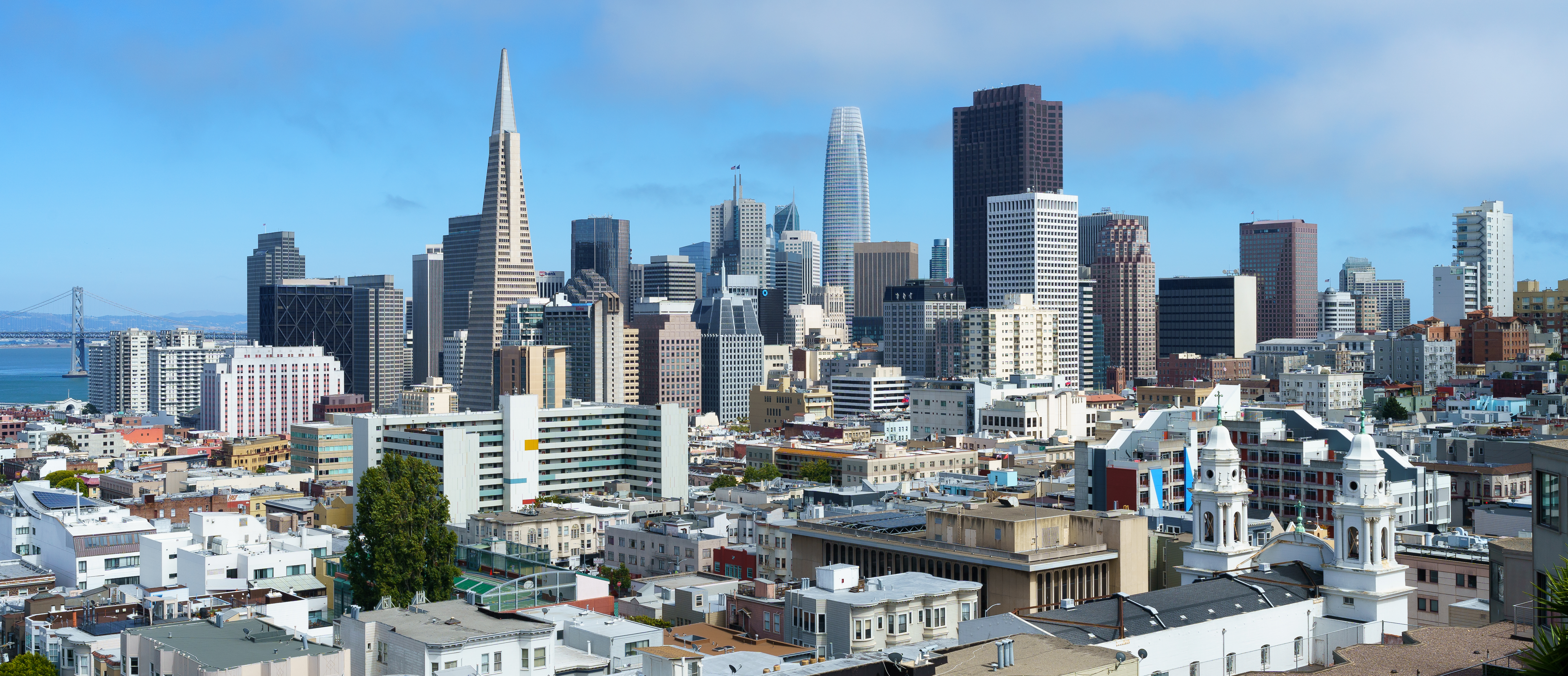
Skyline von Nob Hill aus gesehen

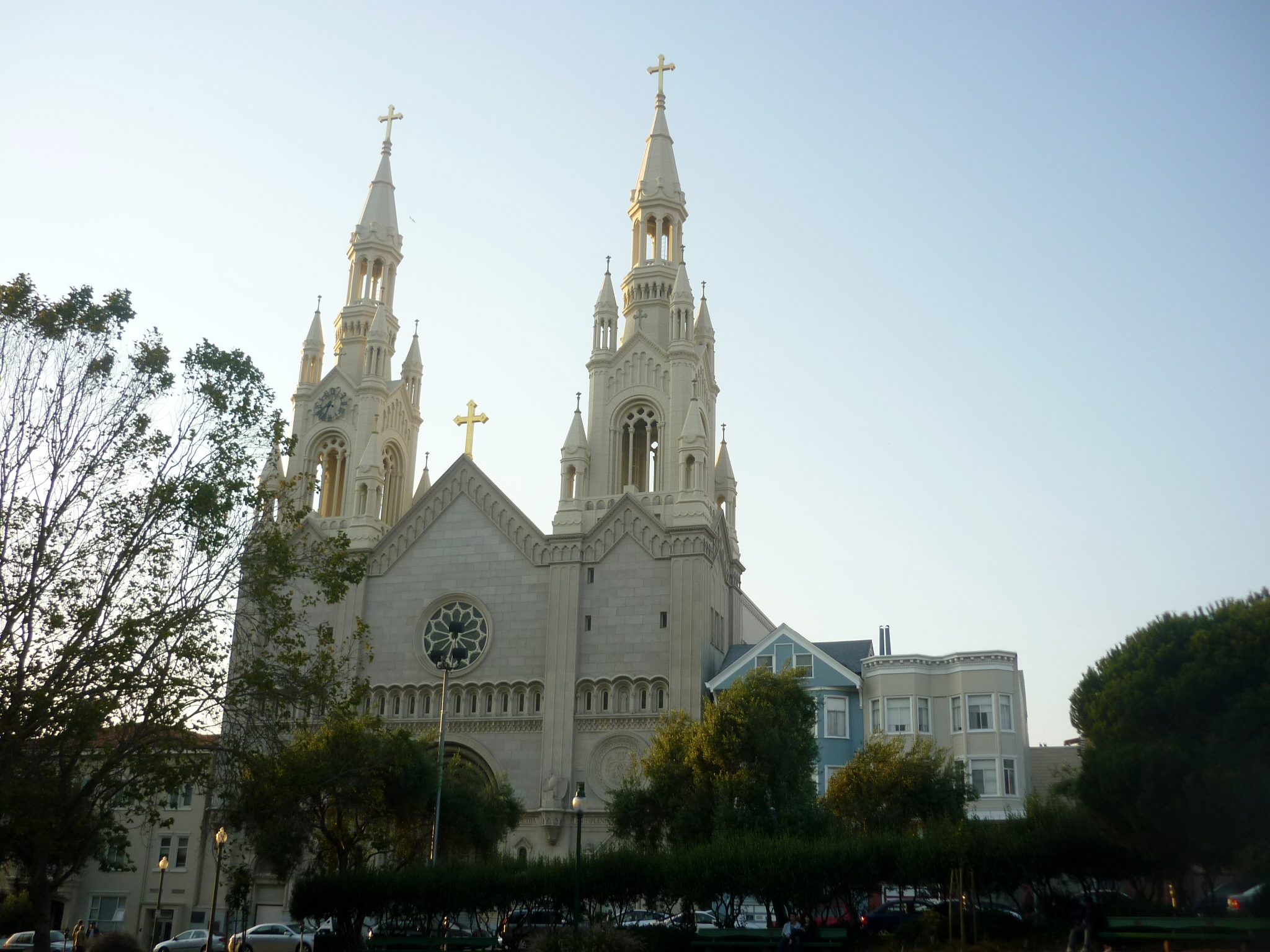
St. Peter und Paul

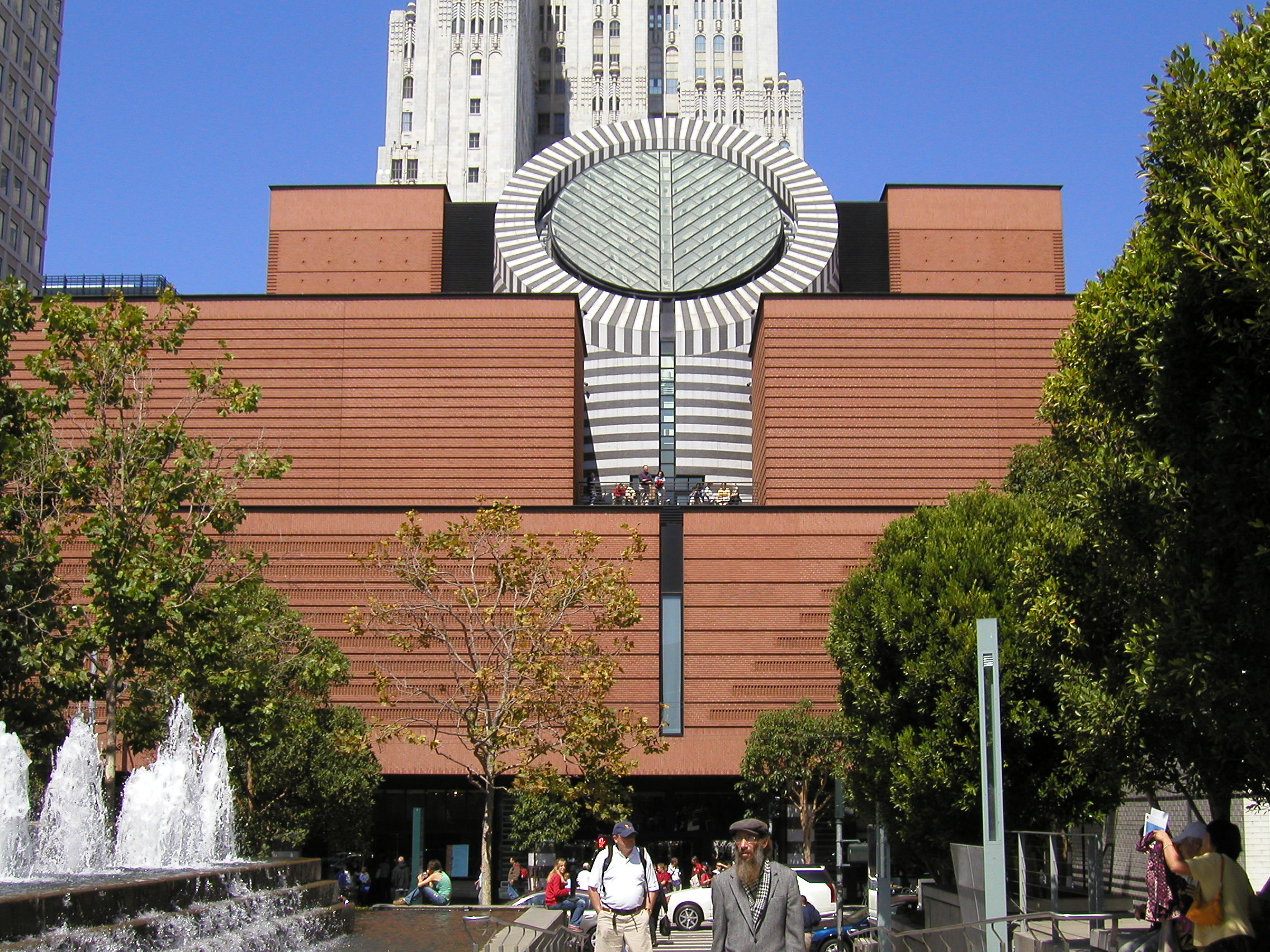
Das Museum of Modern Art, SFMOMA

Panoramablick San Francisco vom oberen Ende der Lombard Street

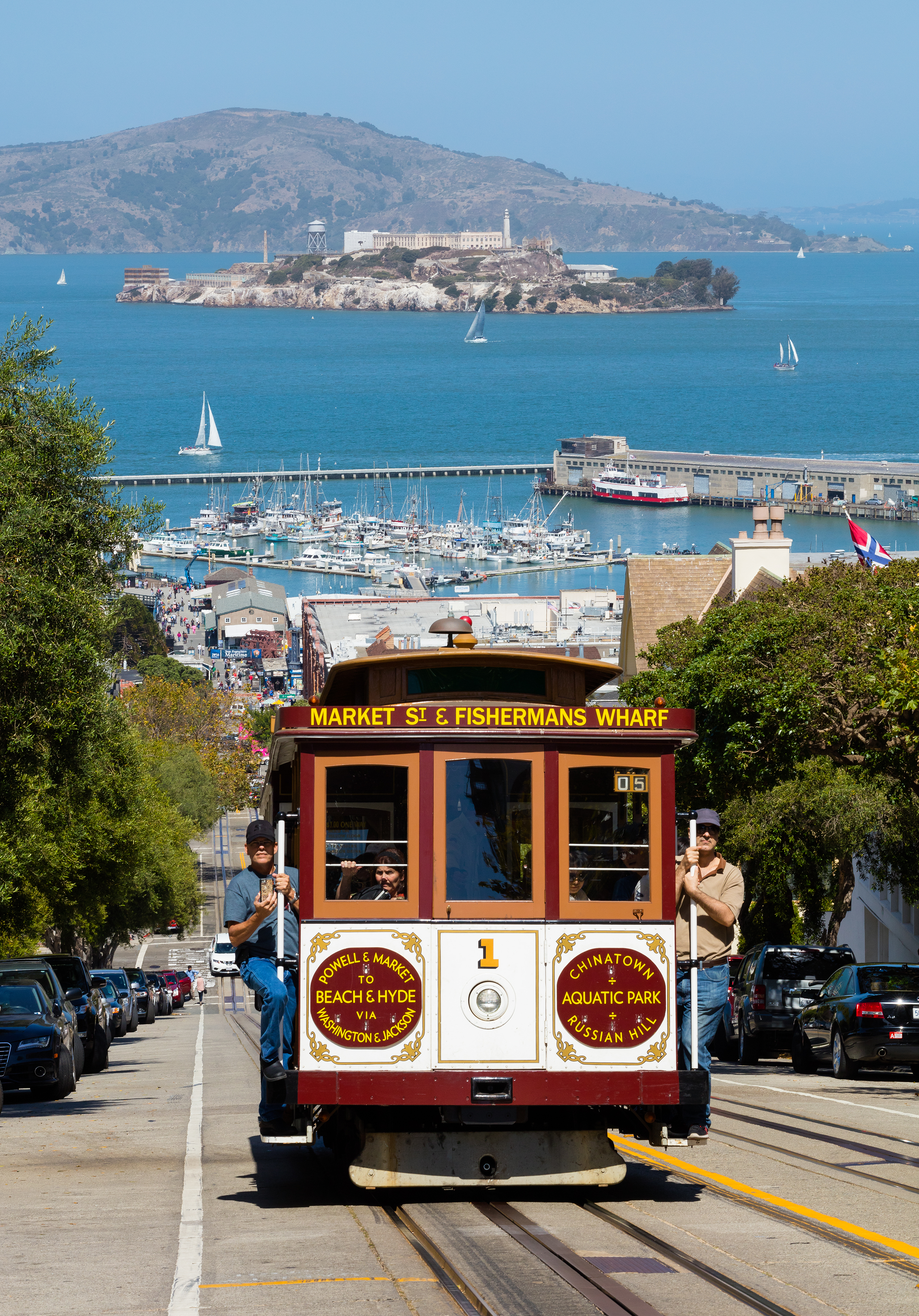
San Francisco Cable Cars

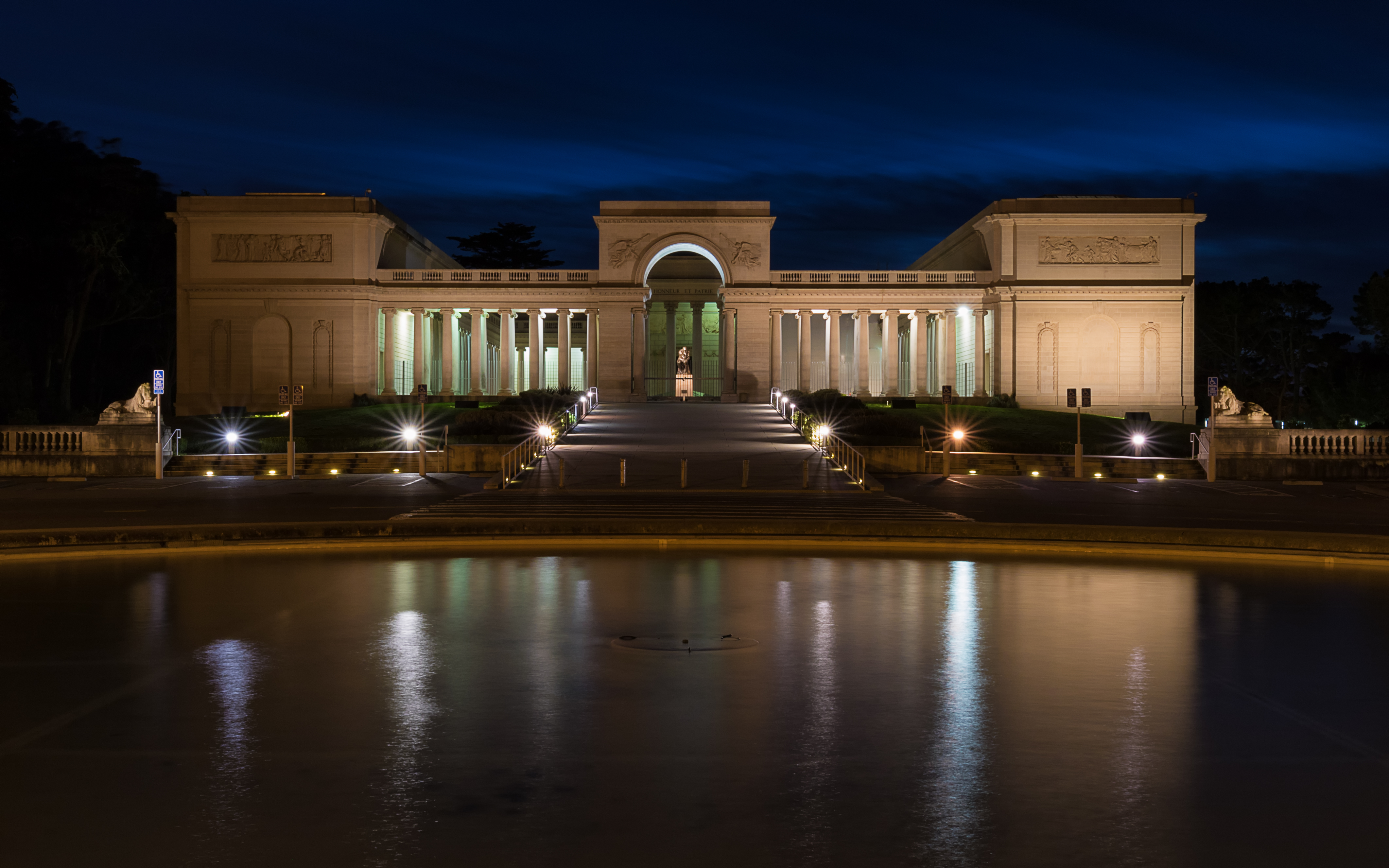
Legion of Honor, Kunstmuseum

### Architektur
San Francisco ist bekannt für die große Anzahl viktorianischer Häuser. Sie wurden während der Goldgräberzeit Mitte des 19. Jahrhunderts gebaut. Über die Hälfte der Victorians sind dem Erdbeben und dem darauf folgenden Feuer von 1906 zum Opfer gefallen. Grundlegend sind die vier viktorianischen Stilrichtungen: Stick Style, Italianate-Stil, einer der populärsten Stile in der damaligen Zeit, Gothic Revival Style und Queen Anne Style. Neben weiteren basiert die Mehrzahl der ursprünglichen Häuser auf diesen vier architektonischen Stilrichtungen.

### Kirchen
Neben der Mission Dolores Kirche (gegründet am 9. Oktober 1776) gibt es noch weitere sehenswerte Sakralbauten in der Stadt. Die 1971 eingeweihte Cathedral of Saint Mary of the Assumption liegt an der Gough Street auf Cathedral Hill. Die 2.500 Plätze, die sich um den Altar in einem Halbkreis anordnen, bieten den Gläubigen in der eher spartanisch ausgestatteten Kirche Platz für Messen. Die zentrale Kuppel, die sich über 15 Etagen erstreckt, wird durch Strebepfeiler gestützt. Die Wände können somit aus Glas bestehen und verleihen dem Gotteshaus eine luftige Anmut. Die Kathedrale ersetzte die alte Saint-Mary-Kirche, die 1962 durch einen Brand zerstört wurde. Der Neubau kostete ca. sieben Millionen Dollar. 1987 zelebrierte Papst Johannes Paul II. hier während seines Besuches im Erzbistum San Francisco eine Messe. Die neugotische St. Patrick’s Catholic Church befindet sich an der Mission Street, die St. Paul’s Catholic Church im Stadtteil Noe Valley. Erhalten ist als Pfarrkirche auch die erste katholische Kathedrale der Stadt, die Old St. Mary’s Cathedral an der California Street.
Die Episkopalkirche Grace Cathedral befindet sich auf Nob Hill. Sie wurde im Jahr des Goldrausches 1849 als kleine Kapelle gebaut. Die dritte Kirche, die erstmals Grace Cathedral genannt wurde, ist beim großen Erdbeben von 1906 zerstört worden. Der Eisenbahnbaron und Bankier Crocker vermachte sein Grundstück nach der Katastrophe der benachbarten Gemeinde. Die Arbeiten für das heutige Gebäude begannen 1928. Lewis Hobart baute sie im französisch-gotischen Stil. Die 1964 vollendete Kathedrale ist die drittgrößte Episkopalkirche in den USA. Sie soll durch ihre Beton-Stahl-Konstruktion erdbebensicher gebaut sein.
Die Saints Peter and Paul Church an der 666 Filbert Street ist eine römisch-katholische Kirche im Stadtteil North Beach. Sie war Drehort für den Film Sister Act 2.

### Opern und Theater
1923 wurde die San Francisco Opera von Gaetano Merola (1881–1953) gegründet. Zur Eröffnung am 26. September 1923 im City Civic Auditorium wurde La Bohème aufgeführt. Im Jahr 1932 eröffnete das Ensemble das neu errichtete War Memorial Opera House am 15. Oktober mit einer Aufführung von Tosca. Es wurden bis heute viele erfolgreiche Inszenierungen aufgeführt.
Die legendäre Great American Music Hall an der O’Farrell Street wurde 1907 nach dem großen Beben errichtet. Bis zur Großen Depression 1933 in den Vereinigten Staaten wurde sie erfolgreich geführt. Erst 1936 brachte Sally Rand neues Leben in die Halle. 1948 wurde das Haus in einen Jazzclub umgewandelt. In den 1950ern verfiel das Gebäude zunehmend und wurde 1972 von Fans vor dem beabsichtigten Abriss bewahrt. In der Great American Music Hall traten viele bekannte Künstler auf, beispielsweise Duke Ellington, Sarah Vaughan, Count Basie, Van Morrison, the Grateful Dead und Bobby McFerrin.
Das American Conservatory Theater an der Geary Street ist ein nichtkommerzielles Theater, das sowohl klassische als auch zeitgenössische Werke aufführt.
Das Bill Graham Civic Auditorium an der Ecke Grove und Larkin Street ging aus einem Ausstellungsgebäude der Panama-Pacific International Exposition von 1915 hervor. Das Auditorium fasst circa siebentausend Besucher. Viele Konzerte und Veranstaltungen fanden hier im Verlaufe des Bestehens statt. Ähnlich wie am Hollywood Walk of Fame werden hier Bronzemedaillen von ausgezeichneten Künstlern in den Boden des Eingangsbereichs eingelassen.
Bill Graham eröffnete 1965 einen Rock-Tanzpalast an der Ecke Fillmore und Geary Street. 1968 wurde er in den ehemaligen Carousel Ballroom an der Market Street verlegt und in Fillmore West umbenannt. Zur gleichen Zeit nahm das Fillmore East in der New Yorker Second Avenue ebenfalls den Betrieb auf.

### Museen
- Die Insel Alcatraz beherbergt ein Museum, das die Geschichte der Insel bewahrt. Sie wurde als Standort für den ersten Leuchtturm, ein Fort und Bundesgefängnis genutzt. Zu erreichen ist die Insel mit Fähren.
- Das Exploratorium, als erstes Science Center 1969 eröffnet, ist ein modernes Experimentierlabor für Kinder und Erwachsene.
- Das Randall Museum für Kinder mit einem kleinen Zoo, Werkstätten und einem Theater.
- Die California Academy of Sciences (1853), das Naturhistorische Museum mit Planetarium und einem Regenwald, befindet sich im Golden Gate Park.
- Der Telegraph Hill und der 64 m hohe Coit Tower, mit Blick auf die Stadt und die Bucht von San Francisco.
- Das Asian Art Museum bietet Kunstschätze aus Asien, die aus einem Zeitraum von 6.000 Jahren stammen.
- Das Cable Car Museum zeigt die Entstehung und Funktion der Cable Cars.
- Im Yerba Buena Center for the Arts befinden sich drei Galerien mit zeitgenössischer Kunst, Restaurants und Theater.
- Das Contemporary Jewish Museum mit einem Anbau von Daniel Libeskind wurde 2008 fertiggestellt.
- The Californian Palace of the Legion of Honor zeigt eine eigene Kollektion europäischer Kunstwerke und speziell Werke französischer Künstler.
- Das San Francisco Museum of Modern Art (SFMOMA) bietet dem Besucher moderne Kunst mit wechselnden Ausstellungen. Es beherbergt auch, neben Bern in der Schweiz, die umfangreichste Werk-Sammlung von Paul Klee.
- Das Wax Museum hat eine Ausstellung von Wachsfiguren berühmter Persönlichkeiten.
- Das De Young Museum im Golden Gate Park zeigt Kunstgegenstände aus aller Welt von der Antike bis zur Neuzeit.
- Der Palace of Fine Arts, ein Gebäude im neoklassischen Stil, erbaut zur Panama-Pacific Ausstellung von 1915
- Das Fort Mason, ein ehemaliges Militärgelände, ist heute das Hauptquartier der Golden Gate National Recreation Area, der lokalen Parkverwaltung.
- Das Comic Art Museum beherbergt Comics und Cartoons als einziges seiner Art in den USA. Es besitzt über sechstausend Exponate von Comics über Cartoons und frühen Zeitungs-Strips bis hin zu Animationen.
- Das Mexikanische Museum mit Kunstgegenständen mexikanischer, mexiko-amerikanischer und lateinamerikanischer Künstler.
- Der San Francisco Maritime National Historical Park ist mit modernem Besucherzentrum und zahlreichen Museumsschiffen am Hyde Street Pier das bedeutendste Schifffahrtsmuseum an der US-amerikanischen Westküste. Er wird vom National Park Service betrieben.
- Seit 2005 besteht das Museum of the African Diaspora.

Kuriositäten wie das Museum antiker Vibratoren oder eine Barbra Streisand gewidmete Ausstellung kommen hinzu.

### Sehenswürdigkeiten

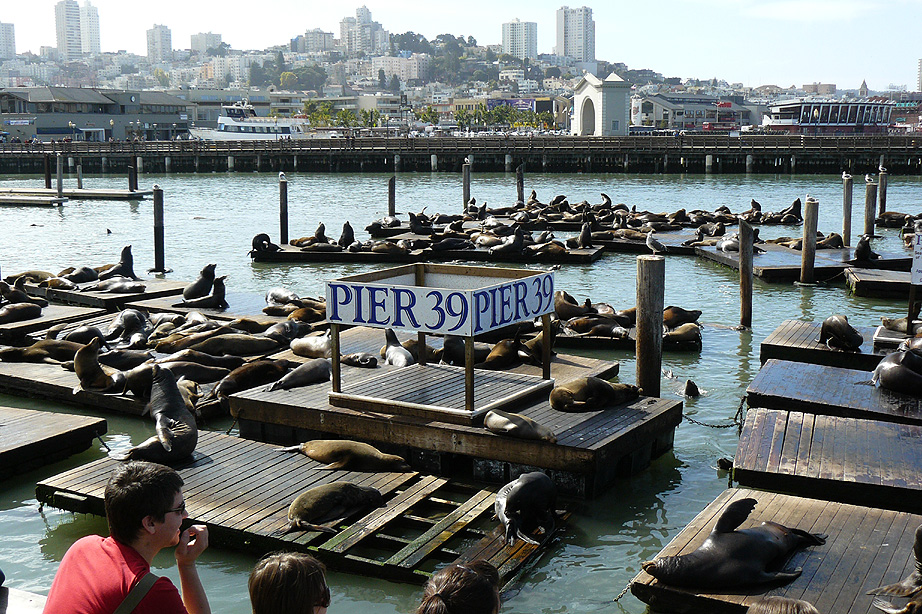
Pier 39

Außer den Bauwerken und Museen gibt es noch viele weitere Sehenswürdigkeiten. Dass alte, nicht mehr gebrauchte Lagerhallen im Hafengebiet nicht verkommen oder abgerissen werden müssen, zeigt das Viertel Fisherman’s Wharf mit seinen Cafés, Kneipen und Restaurants. Die Pier 39, ein Teil von Fisherman’s Wharf, ist ein ganzjähriger Rummel mit Souvenir-Läden, Fahrgeschäften und Restaurants. Hier gibt es auch ein Aquarium. An Pier 39 haben sich Seelöwen auf Anlegestellen niedergelassen und nutzen diese als Ruheplätze. Haupteinkaufstraße ist der nördliche Teil der Market Street und die Gegend um den Union Square, die zum Bummeln und Shoppen einlädt. Eine Sehenswürdigkeit in der Innenstadt sind die Cable Cars, eines der Erkennungszeichen von San Francisco. Heute fahren nur noch drei Linien. Sie dienen hauptsächlich als Touristenattraktion, weniger als Verkehrsmittel. Für Interessierte wurde zusätzlich ein Cable Car Museum eingerichtet. Des Weiteren kann man eine der wenigen Kurvenrolltreppen im Westfield-Kaufhaus an der Market Street bewundern.

#### Golden Gate Bridge

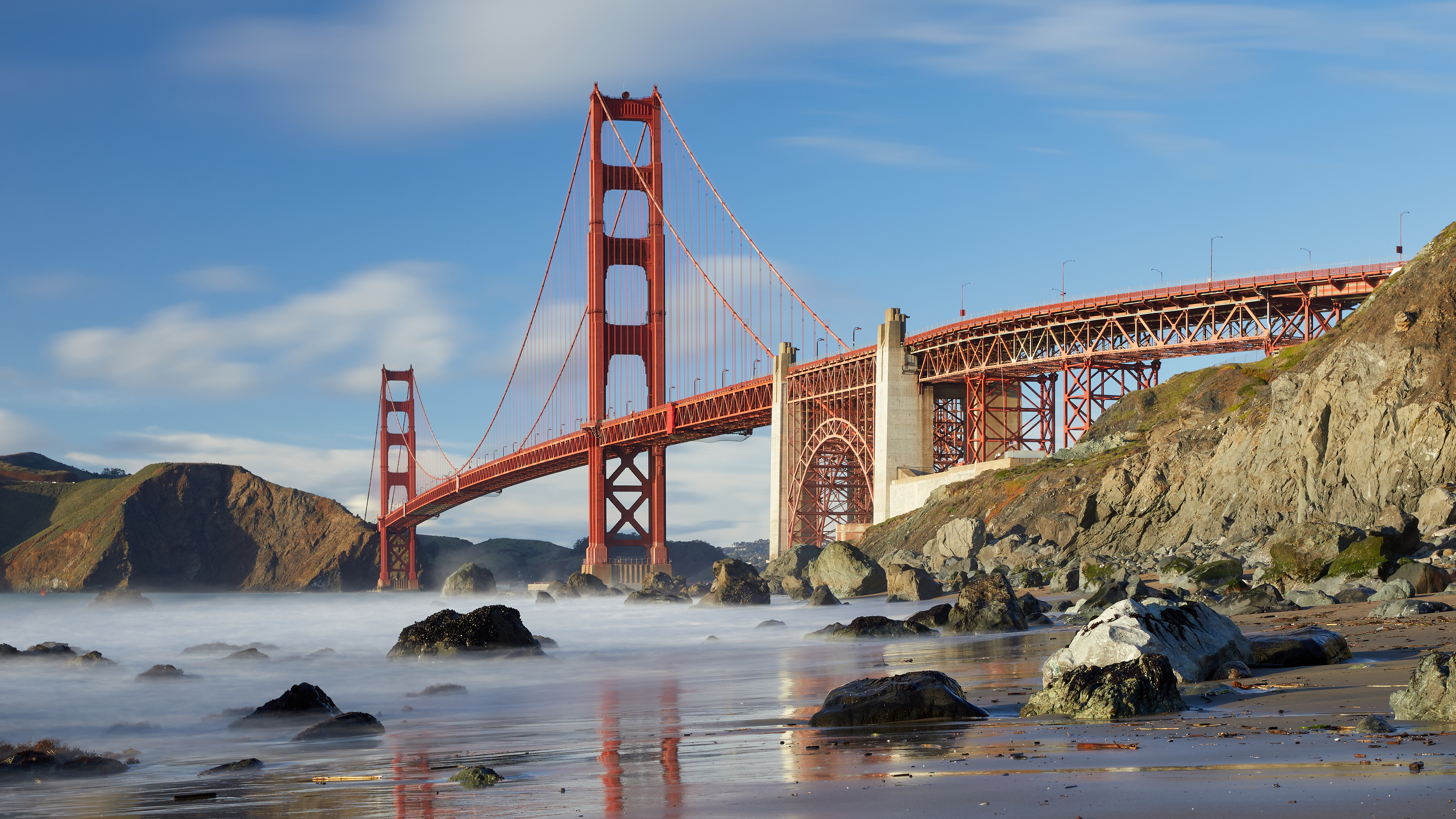
Golden Gate Bridge (Sicht von Marshall’s Beach aus), Wahrzeichen der Bay Area

Weltberühmt ist die von Joseph B. Strauss konstruierte Golden Gate Bridge über das Golden Gate, die Öffnung zur Bucht von San Francisco. Sie ist 2,8 km lang und 25 m breit, die beiden Pylone sind jeweils 227 m hoch und stehen 1.280 m voneinander entfernt. Die Brücke wurde am 19. April 1937 fertiggestellt und am 28. Mai des Jahres offiziell für den Verkehr freigegeben.

#### Lombard Street
Der blumengeschmückte, gewundene Teil der Lombard Street wird als „kurvenreichste Straße der Welt“ bezeichnet. Bei einem Gefälle von 27 % war es notwendig, die Straße in Serpentinen zu führen. Mit den gepflegten Häusern und der Bepflanzung entwickelte sich dieser Straßenabschnitt zu einem Touristenmagneten.

#### Transamerica Pyramid

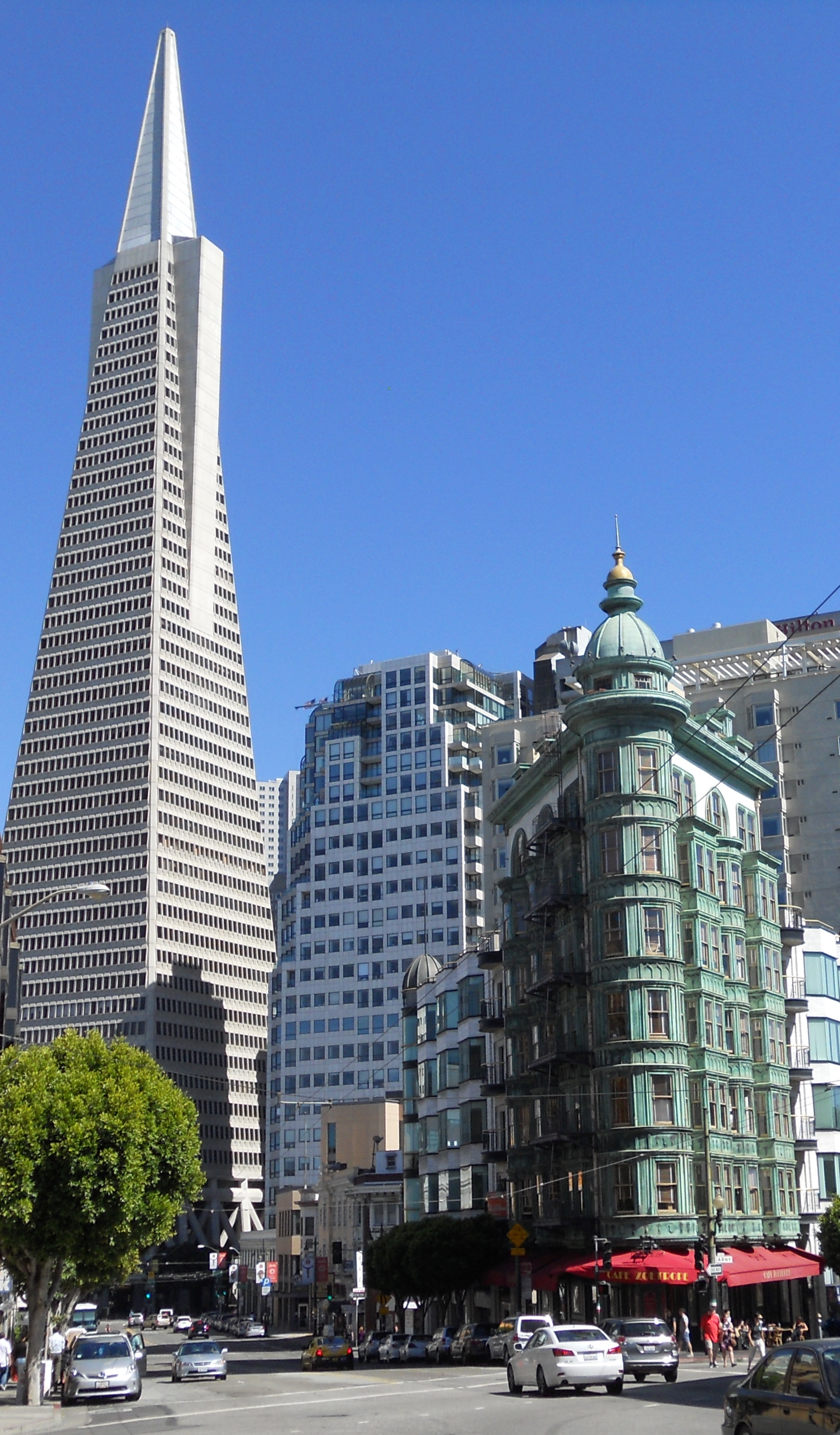
Transamerica Pyramid (li.) mit dem American Zoetrope

Der Wolkenkratzer Transamerica Pyramid im Financial-District ist ein typisches Wahrzeichen der Stadt mit Verkaufs- und Büroräumen. Das Gebäude wurde Ende der 1960er von William Pereira entworfen und 1972 fertiggestellt. Es ist 260 m hoch und hat 48 Stockwerke. Die Pyramide mit ihren prägnanten „Flügeln“ sticht in der Skyline besonders hervor. Sie ist für Touristen nicht zugänglich.

#### Mission Dolores
Die spanische Mission Dolores, das älteste Bauwerk in der Stadt, wurde am 9. Oktober 1776 vom Franziskaner Padre Junípero Serra gegründet. Sie hat als eines der wenigen Gebäude mehrere Erdbeben fast unbeschadet überstanden. Sie ist eine der 21 Missionen am El Camino Real aus der Zeit der spanischen Eroberung.
1958 entstanden hier Filmszenen für Alfred Hitchcocks Thriller Vertigo – Aus dem Reich der Toten.

#### Presidio

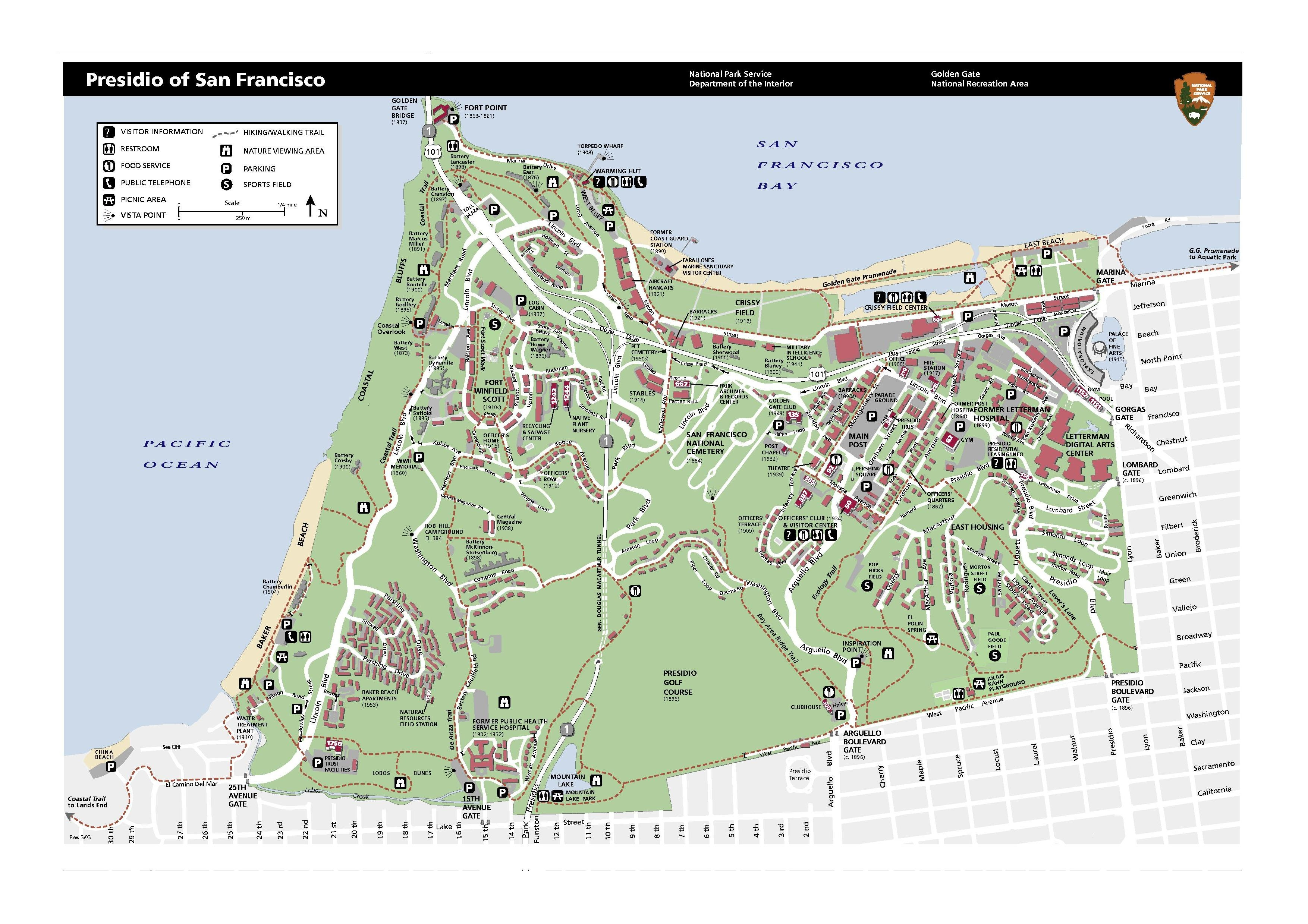
Karte von Presidio

Das Presidio wurde im Zuge der Eroberung Neuspaniens zusammen mit der Mission Dolores errichtet. Direkt am Golden Gate war es von 1776 bis 1994 der wichtigste Militärstützpunkt an der Westküste und enthält heute auf sechs Quadratkilometern Gewerbe- und Wohngebiete. Es ist außerdem Schauplatz von vielen Filmen und TV-Produktionen. 2005 wurde im Presidio das Letterman Digital Arts Center eröffnet, das die Firmen von George Lucas (Lucasfilm, Industrial Light & Magic, LucasArts) beherbergt. Das Presidio selbst taucht im Star-Trek-Universum von Gene Roddenberry als Hauptsitz der Sternenflotte der Föderation auf.

#### Painted Ladies

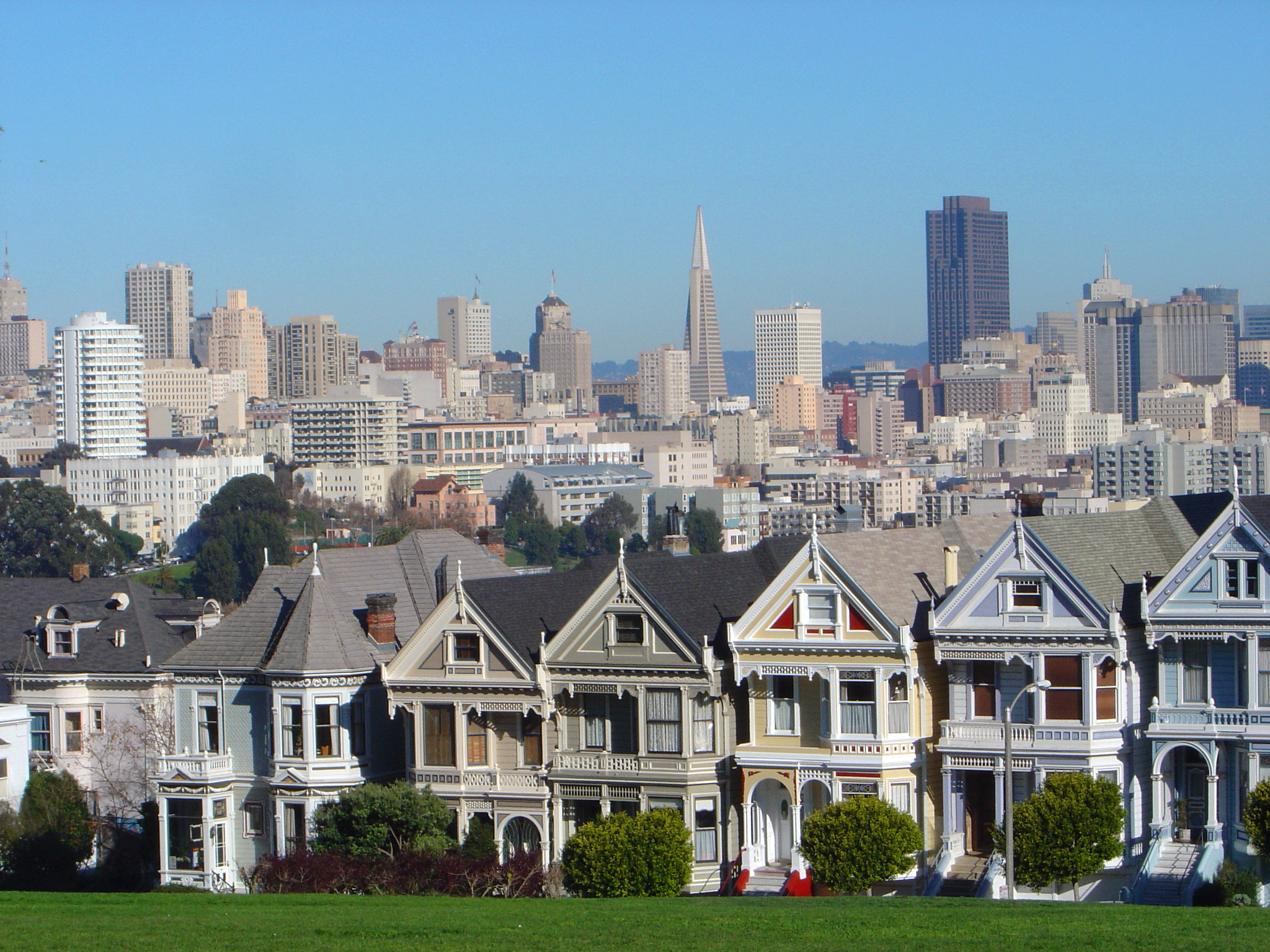
Painted Ladies am Alamo Square mit Skyline im Hintergrund

Die Painted Ladies sind ein Straßenzug mit historischen Häusern am Alamo Square, die mit ihren gepflegten Fassaden den Blick auf die Skyline untermalen.

#### Haight-Ashbury
Haight-Ashbury ist ein östlich des Golden Gate Parks gelegener Stadtteil von San Francisco, benannt nach der Kreuzung von Haight Street und Ashbury Street. Bekanntheit erlangte das Gebiet in den 60er Jahren durch die Beatnik- und Hippie-Bewegung. Berühmte Musiker, die in Haight-Ashbury ihren Wohnsitz hatten und die dortige Musikszene entscheidend mitprägten, sind sowohl Janis Joplin und Jimi Hendrix wie auch die Gruppen Grateful Dead und Jefferson Airplane. Haight-Ashbury ist auch heute noch Anziehungspunkt für eine alternative Gegenkultur.

#### Coit Tower

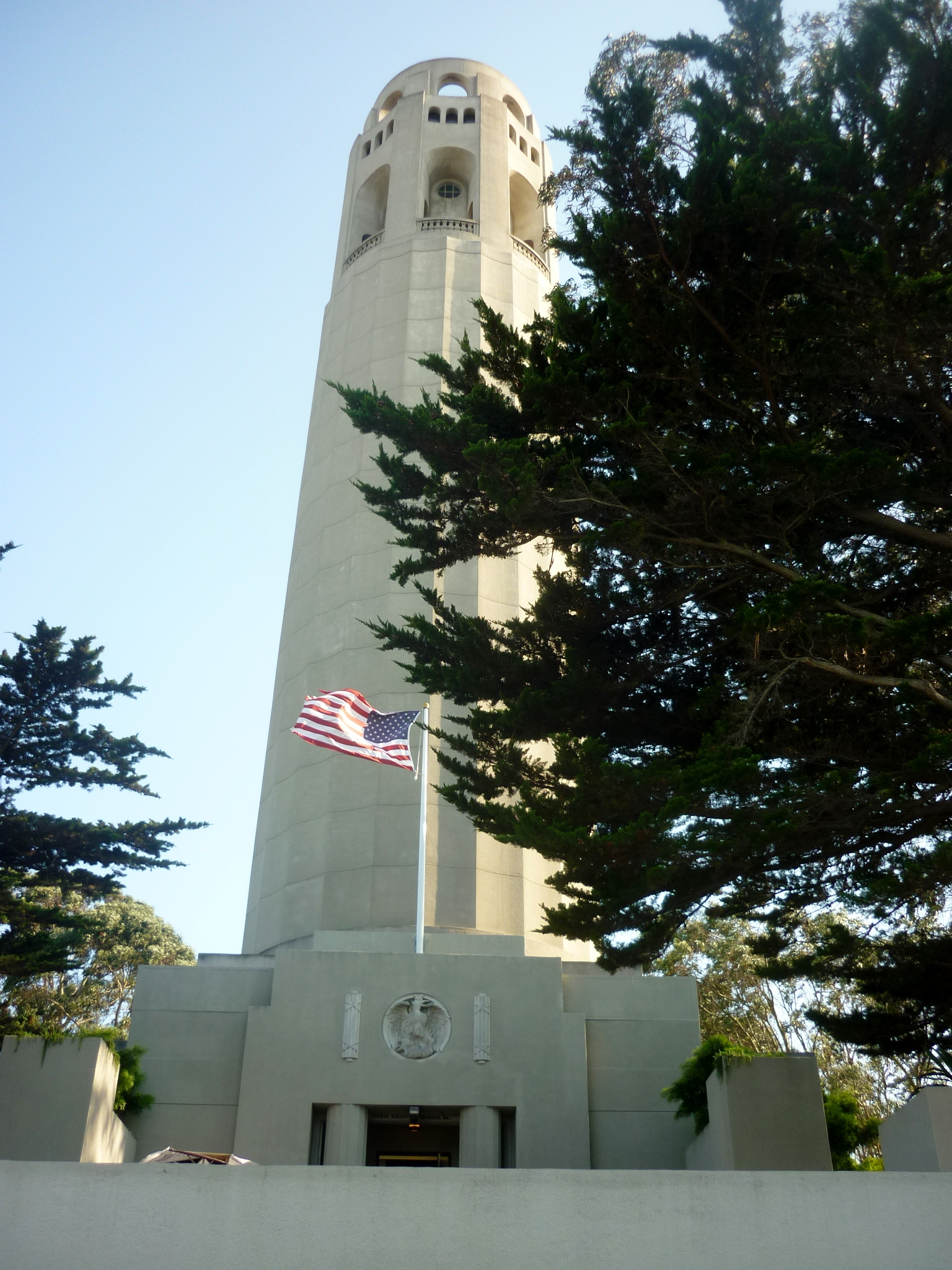
Der Coit Tower auf dem Telegraph Hill

Der Coit Tower, ein Aussichtsturm auf dem Telegraph Hill in San Francisco, wurde von Arthur Brown Jr. und Henry Howard 1934 erbaut. Lillie Hitchcock Coit, ein Kind der High Society, war eine große Verehrerin der Feuerwehrleute von San Francisco. Der Legende nach half sie bei einem Brand in der Nähe von Telegraph Hill und wurde so das Maskottchen der Engine Company No. 5 of the Volunteer Fire Department (Freiwillige Feuerwehr). Bei ihrem Tod im Jahr 1929 hinterließ sie der Gemeinde 100.000 $ für die Verschönerung der Stadt. Mit dieser Spende wurde 1934 der 64 Meter hohe Aussichtsturm im Stil des Art déco zu Ehren der Freiwilligen Feuerwehr errichtet.

#### Weitere bekannte Bauwerke

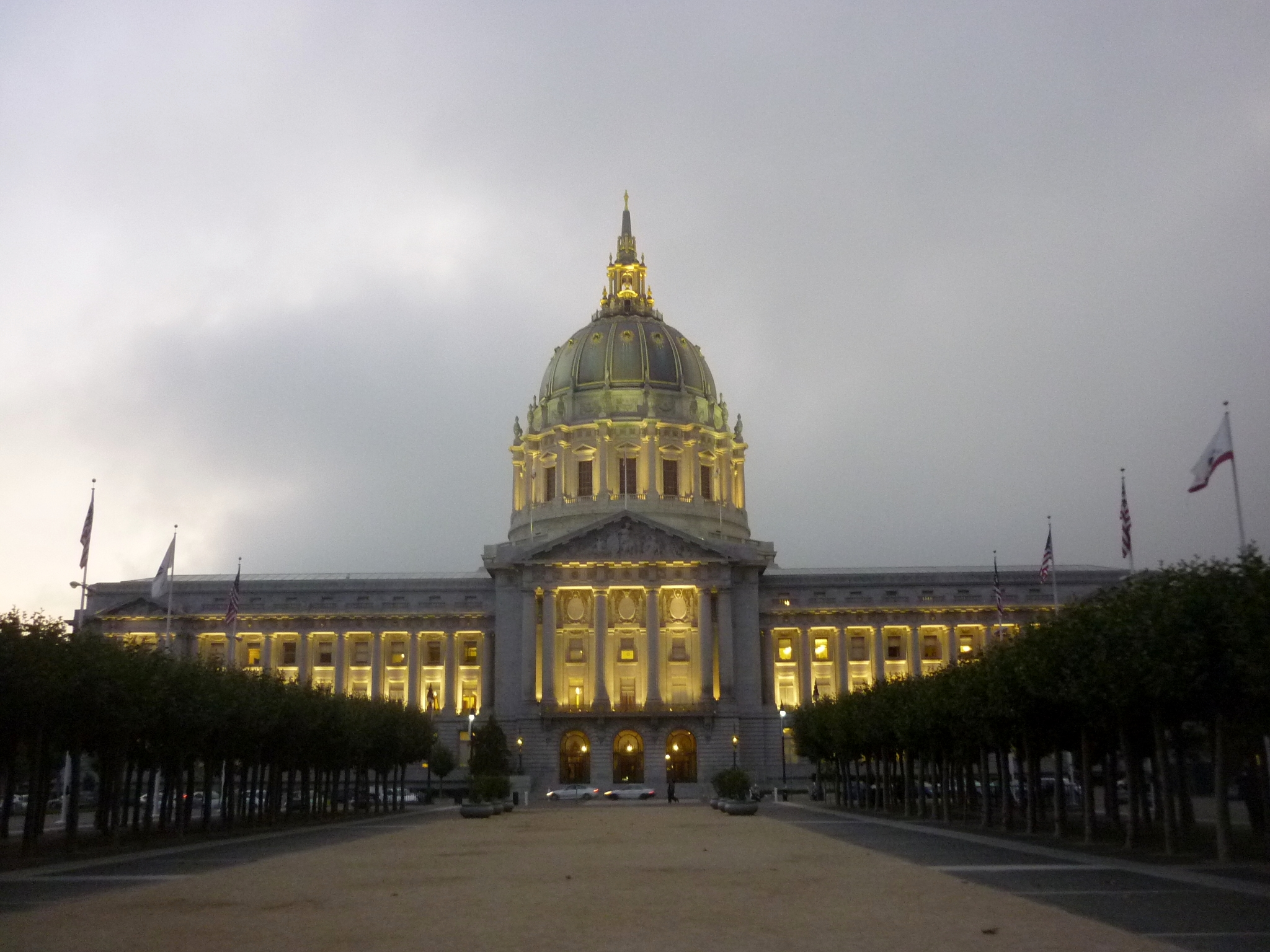
Die City Hall von San Francisco

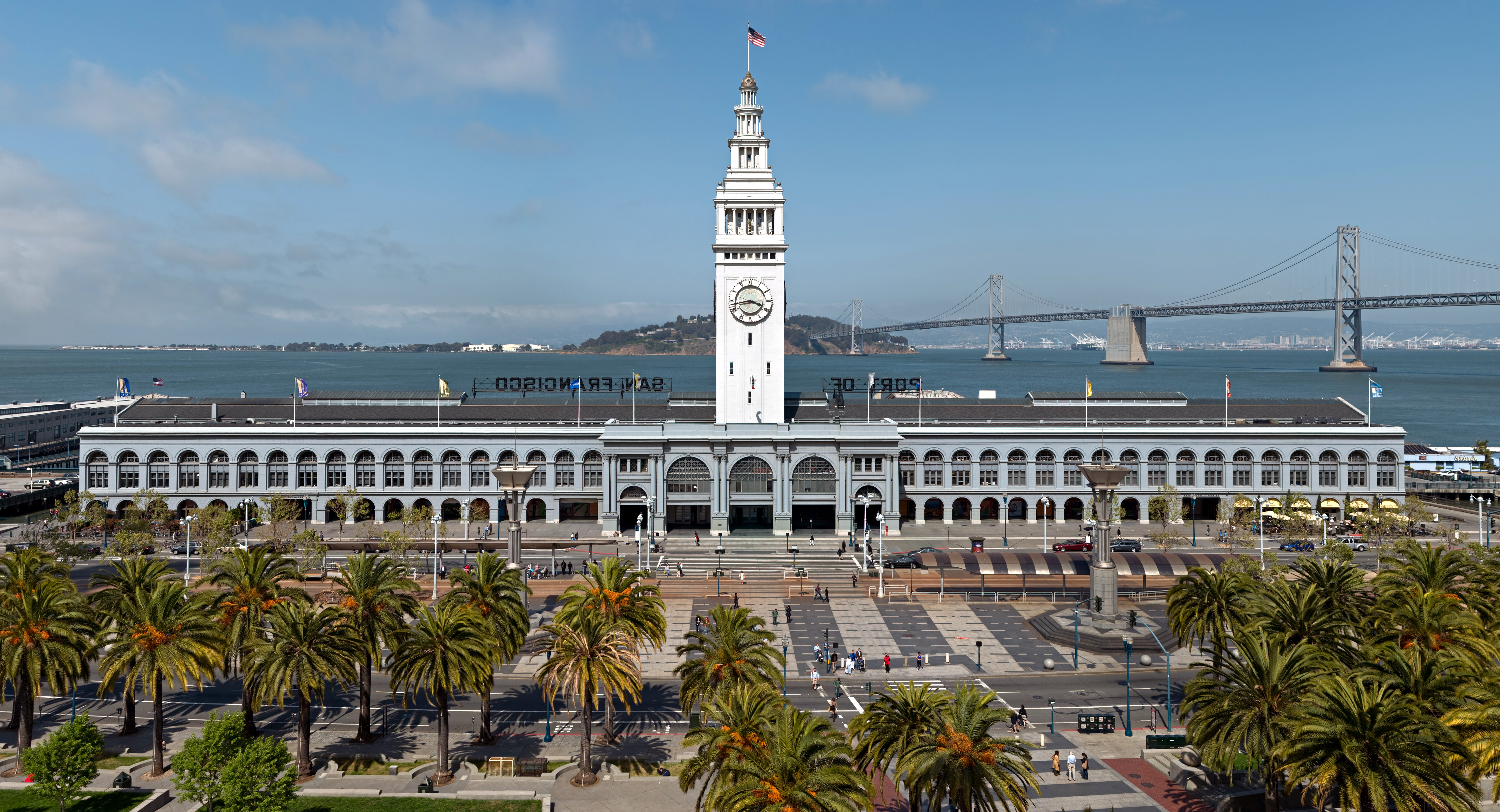
Das Ferry Building

- Vom Port of San Francisco ist das alte Hafengebäude Ferry Building, ursprünglich erbaut um 1898, am Ende der Market Street übriggeblieben. Heute, im restaurierten Zustand, dient es – neben der Funktion als Fährterminal für Verbindungen zu Zielen an der Bay – in erster Linie als Markthalle mit vielen Läden und Gastronomiebetrieben.
- Die von 1912 bis 1916 erbaute City Hall ist das Rathaus der Stadt und wurde dem Petersdom nachempfunden.[17]
- Der Sendeturm auf den Sutro Hills, der nach dem 24. Bürgermeister von San Francisco benannt wurde, ist für die Öffentlichkeit nicht zugänglich. Die weit über der Stadt sichtbare Stahlkonstruktion wurde zwischen 1971 und 1972 errichtet.
- Der 49-Mile Scenic Drive führt entlang zahlreicher Sehenswürdigkeiten und historischer Gebäude der Stadt.

### Parks und Plätze
- Der Washington Square aus 1847 ist einer der ältesten Parks der Stadt und liegt an der Filbert Street.
- Der Holly Park aus dem 19. Jh. zählt ebenfalls zu den ältesten Parks der Stadt.
- Der über vier Kilometer lange Golden Gate Park bietet einen Botanischen Garten, einen japanischen Teegarten und das Naturkundemuseum California Academy of Sciences mit Aquarien und einem Planetarium. Er dient den San Franciscans als städtisches Naherholungsgebiet.
- Lands End ist ein Parkgebiet am Rande von San Francisco, in dem sich auch der Sutro Heights Park befindet.
- Der Yerba-Buena-Garten wurde zu Beginn der 1990er Jahre auf dem Dach des Moscone North Convention Center errichtet. Es beherbergt ein Denkmal für Martin Luther King, jr. Im Sommer finden hier Freiluftveranstaltungen statt.
- Der Alamo Square liegt im Westen der Stadt und erstreckt sich über vier Blocks. Bekannt ist dieser Park wegen seiner viktorianischen Häuser, The Painted Ladies, die noch aus dem 19. Jahrhundert stammen.
- Der älteste Park der Stadt ist der Buena Vista Park. Er wurde schon 1867 angelegt und befindet sich im Stadtteil Haight-Ashbury. Hier ist auch The Panhandle zu finden, eine Verlängerung des Golden Gate Parks. Auf dem Stadtplan sieht er aus wie ein Pfannenstiel.
- Mitten in Downtown befindet sich der Union Square mit seinen edlen Geschäften.
- Außerdem befinden sich an der Pazifikküste der Zoo von San Francisco und öffentliche Strände, z. B. der Baker Beach, die von der Bevölkerung auch als Naherholungsgebiet genutzt werden.
- 1866 bis 1891 befanden sich Woodward’s Gardens im Mission District, ein Park mit verschiedenen Attraktionen und heute historisches Denkmal. Das Gelände wurde nach dem Erdbeben von 1906 neu bebaut.

### Natursehenswürdigkeiten
Die Zwillingshügel Twin Peaks im Süden der Stadt sind ein markantes Wahrzeichen. Die nähere Umgebung bietet viele weitere Natursehenswürdigkeiten: die Pazifikküste, die Weinbaugebiete Napa Valley und Sonoma Valley, die Redwood-Bäume im Muir Woods National Monument im Norden, die Strände der Half Moon Bay und der Point Reyes National Seashore mit dem markanten Leuchtturm.

### Sport
San Francisco ist Heimat dreier Teams in den amerikanischen Profiligen:
- Golden State Warriors (National Basketball Association)
- San Francisco 49ers (National Football League)
- San Francisco Giants (Major League Baseball)

In San Francisco gibt es mit dem Oracle Park ein Baseballstadion, in welchem die San Francisco Giants ihre Heimspiele austragen. Zuvor waren die Giants von 1960 bis 1999 im Candlestick Park beheimatet. Von 1971 bis 2013 war der Park auch die Heimspielstätte der 49ers. Nach dem Umzug der 49ers in das Levi’s Stadium in Santa Clara wurde das Stadion am 14. August 2014 geschlossen und 2015 abgerissen. 2019 zogen die Golden State Warriors von Oakland nach San Francisco in das neue Chase Center um. Von 1962 bis 1971 war das Franchise unter dem Namen San Francisco Warriors schon mal in der Stadt ansässig.
Mit California Victory hatte die Stadt auch einen Fußballverein, der 2007 in der USL First Division, der damals zweithöchsten Spielklasse im nordamerikanischen Fußball spielte. Nach einer Saison wurde der Spielbetrieb wieder aufgegeben.

### Feste und Feiertage
- 13.–16. Januar: Internationale Kunstausstellung
- 19. Januar: Jahrestag der Ankunft der Seelöwen
- ca. Februar: Chinesisches Neujahr
- 21. März: Norooz – Persisches Neujahr
- 1. April: St. Stupid-Parade
- 9. April: Internationales Bierfest
- 21. April bis 5. Mai: Internationales Filmfest
- Mai: Bay to Breakers
- Mai/Juni: Carnaval (lateinamerikanisch/karibischer Karneval)
- 11.–26. Juni: Ethnotanzfest
- 12. Juni: Haight Street Fair
- 19.–20. Juni: North Beach-Fest
- Juni: Colossus-Wochenende
- Juni: San Francisco Pride
- Juli: Flower Piano
- 1. August bis 17. September: AfroSolo Kunstfest
- 7.–18. September: Fringe-Festival
- 23.–25. September: Blues-Festival
- September: Folsom Street Fair
- Jazz-Festival
- Oktober (unterschiedliche Termine pro Jahr): Fleet Week

### Essen und Trinken
In San Francisco sind durch das Zusammentreffen von Einwohnern mit vielfältigen kulturellen Hintergründen auch deren kulinarische Traditionen fest verankert. Aus dem asiatischen Raum sind das vor allem die japanische und verschiedene chinesische Küchen, des Weiteren auch die koreanische, vietnamesische und thailändische. Neben der leichten kalifornischen Küche gibt es auch italienische, dänische, russische, mexikanische und deutsche Restaurants.
Durch die Lage am Pazifischen Ozean finden sich insbesondere Fisch und andere Meeresfrüchte auf den Speisekarten. So gibt es am Fisherman’s Wharf Krabbenküchen, die beispielsweise „Krabbensuppe in Sourdough Bread“ anbieten. Dieses Sauerteigbrot, das während der Goldgräberzeit aus Europa eingeführt wurde – und den Goldgräbern den Spitznamen Sourdough eintrug – wurde zu einer Spezialität der Stadt. Der Sourdough Sam, ein vollbärtiger Mann in Goldgräbermontur, ist das Maskottchen der American-Football-Mannschaft San Francisco 49ers.
Die Küche in Kalifornien und besonders in San Francisco und der Bay Area gilt als eine der besten der USA. So erscheint seit 2006 eine ausschließlich der Bay Area und San Francisco gewidmete Ausgabe des bekannten Restaurantführers Guide Michelin.

### Literarisches Leben
Ein 1947 veranstaltetes Festival of Modern Poetry begründete die literarische Bewegung San Francisco Renaissance. Hier ist die Avantgarde der amerikanischen Literatur vertreten.

### Coffee Houses
In den 1950ern wurden die sogenannten Coffee houses, ähnlich den europäischen Kaffeehäusern, zu einem zentralen Treffpunkt von Künstlern, Poeten und politischen Aktivisten. Francis Ford Coppola schrieb große Teile des Drehbuchs seiner Trilogie Der Pate im Caffè Trieste, das 1956 eröffnet wurde.

### Film, Fernsehen und Musik
In San Francisco wurden zahlreiche bekannte Filme gedreht, darunter:
- 1941: Die Spur des Falken von John Huston, mit Humphrey Bogart
- 1948: Geheimnis der Mutter von George Stevens, mit Irene Dunne
- 1958: Vertigo – Aus dem Reich der Toten von Alfred Hitchcock, mit James Stewart und Kim Novak
- 1963: Die Vögel von Alfred Hitchcock, mit Tippi Hedren
- 1965: Millionenraub in San Francisco von Ralph Nelson, mit Alain Delon
- 1968: Bullitt von Peter Yates, mit Steve McQueen
- 1971: Dirty Harry von Don Siegel, mit Clint Eastwood
- 1972: Die Organisation von Don Medford, mit Sidney Poitier
- 1972: Is’ was, Doc? von Peter Bogdanovich, mit Barbra Streisand und Ryan O’Neal
- 1972: Mach’s noch einmal, Sam von Herbert Ross, mit Woody Allen und Diane Keaton
- 1973: Massenmord in San Francisco von Stuart Rosenberg, mit Walter Matthau und Bruce Dern
- 1973: Calahan von Ted Post, mit Clint Eastwood
- 1974: Der Dialog von Francis Ford Coppola, mit Gene Hackman
- 1976: Der Unerbittliche von James Fargo, mit Clint Eastwood
- 1976: Abrechnung in San Franzisko, mit Roger Moore und Stacy Keach
- 1978: Die Körperfresser kommen von Philip Kaufman, mit Donald Sutherland und Brooke Adams
- 1985: James Bond 007 – Im Angesicht des Todes von John Glen, mit Roger Moore
- 1986: Big Trouble in Little China von John Carpenter, mit Kurt Russell
- 1986: Star Trek IV: Zurück in die Gegenwart von Leonard Nimoy, mit William Shatner
- 1988: Presidio von Peter Hyams, mit Sean Connery
- 1988: Das Todesspiel von Buddy Van Horn, mit Clint Eastwood
- 1990: Fremde Schatten von John Schlesinger, mit Melanie Griffith, Matthew Modine und Michael Keaton
- 1992: Sneakers – Die Lautlosen von Phil Alden Robinson, mit Robert Redford und Sidney Poitier
- 1992: Basic Instinct von Paul Verhoeven, mit Sharon Stone und Michael Douglas
- 1993: Mrs. Doubtfire – Das stachelige Kindermädchen von Chris Columbus, mit Robin Williams
- 1993: Töchter des Himmels von Wayne Wang, mit Tsai Chin
- 1993: Liebling, hältst Du mal die Axt? von Thomas Schlamme, mit Mike Myers
- 1997: Metro – Verhandeln ist reine Nervensache von Thomas Carter, mit Eddie Murphy
- 1998: Homegrown, mit Billy Bob Thornton
- 1999: EDtv von Ron Howard, mit Matthew McConaughey
- 2002: High Crimes – Im Netz der Lügen, mit Ashley Judd und Morgan Freeman
- 2003: Hulk von Ang Lee, mit Eric Bana und Jennifer Connelly
- 2004: 10.5 – Die Erde bebt von John Lafia, Fernseh-Miniserie
- 2006: Das Streben nach Glück von Gabriele Muccino, mit Will Smith
- 2007: Zodiac – Die Spur des Killers von David Fincher, mit Jake Gyllenhaal
- 2008: Milk von Gus Van Sant, mit Sean Penn

Mehrere Filme, wie zum Beispiel Flucht von Alcatraz und The Rock, spielen auf der nahe gelegenen Gefängnisinsel Alcatraz. Weitere Filme wurden auf dem Gelände des Presidios gedreht. Zudem spielen die Filme Ein toller Käfer und Herbie groß in Fahrt aus der Filmreihe Herbie in der Stadt.
Zu den bekanntesten Serien, die in San Francisco spielen, zählen Die Straßen von San Francisco, Nash Bridges, Full House, Monk, Dharma & Greg, Kung Fu, Die Fälle des Harry Fox, Looking, die Mystery-Serie Charmed – Zauberhafte Hexen und Eli Stone. Durch diese Serien erlangte San Francisco ebenfalls einen guten Werbeeffekt. Bei Charmed z. B. wurde häufig die erste Minute nach den Opening Credits für Luftaufnahmen und Aufnahmen quer durch die Stadt genutzt. Das Hauptquartier der Sternenflotte aus Star Trek liegt ebenfalls in San Francisco, so dass die Stadt auch für das Franchise eine wichtige Rolle spielt und dementsprechend regelmäßig in den Serien und Kinofilmen vorkommt.
Das Lied San Francisco (Be Sure to Wear Flowers in Your Hair) von Scott McKenzie stammt aus den 1960er Jahren und ist weltweit ein Klassiker geworden. In den 1980er Jahren entwickelte sich San Francisco und die umliegende Bay Area zu einem bedeutenden Zentrum der Metalszene und wurde zum Ausgangspunkt der Thrash-Metal-Bewegung. Besondere Bedeutung haben hier insbesondere die Bands Metallica, Testament und Exodus.
Weitere Bands aus San Francisco sind u. a.: Grateful Dead, Jefferson Airplane, Dead Kennedys, Primus, The Residents, Flipper, Tuxedomoon, Chrome und Moby Grape.

## Wirtschaft und Infrastruktur

### Wirtschaft

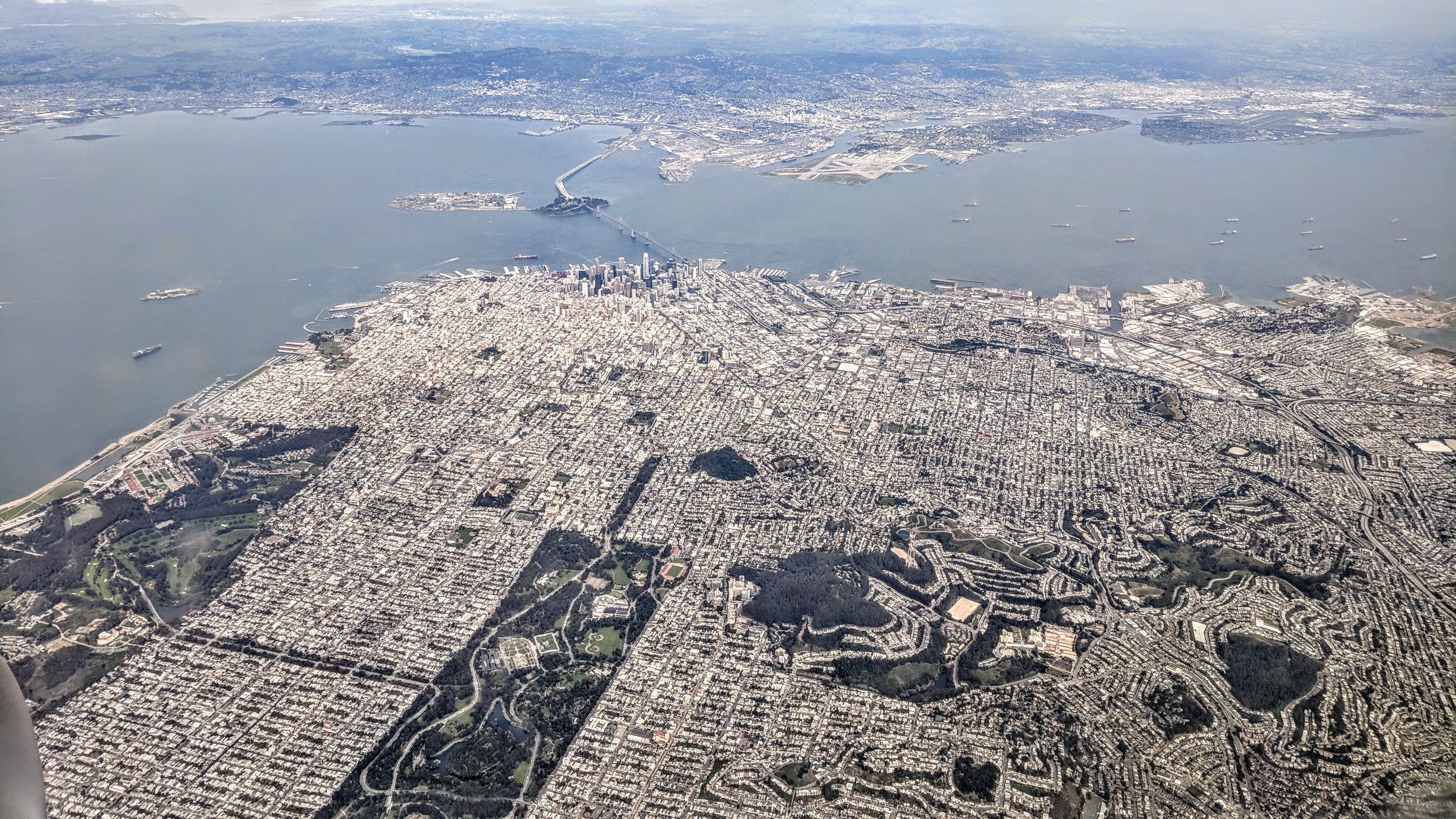
Luftbild von San Francisco mit Oakland im Hintergrund

Die Metropolregion San Francisco-Oakland erbrachte 2016 eine Wirtschaftsleistung von 470,5 Milliarden US-Dollar und belegte damit Platz 7 unter den Großräumen der USA und belegt auch weltweit einen der vordersten Ränge. San Francisco zählt zu den wohlhabendsten und dynamischsten Städten des Landes. Die Arbeitslosenquote betrug 2,4 Prozent und lag damit deutlich unter dem nationalen Durchschnitt von 3,8 Prozent (Stand: Mai 2018). In einer Rangliste der Städte mit der höchsten Lebensqualität weltweit belegte San Francisco im Jahre 2018 den 30. Platz von 231 untersuchten Städten und den ersten innerhalb der Vereinigten Staaten.
San Francisco ist Sitz einiger großer Unternehmen wie etwa Levi Strauss & Co., GAP, Wells Fargo und George Lucas’ Firma Industrial Light & Magic. Die Stadt gilt als Finanzzentrum Kaliforniens und als einer der bedeutendsten Finanzplätze der Welt. In einer Rangliste der wichtigsten Finanzzentren weltweit belegte San Francisco den 8. Platz (Stand: 2018). Ende des 20. Jahrhunderts siedelten sich Firmen der New Economy hier an. Ein großer Arbeitgeber in der Region ist auch die US-Navy, die hier einige Stützpunkte unterhält. Regional wird im nahe gelegenen Napa und Sonoma Valley Wein von internationalem Rang angebaut (siehe auch Weinbau in Kalifornien). Seit 1990 sitzt hier das Pharmaunternehmen Nektar Therapeutics.
2005 wurde San Francisco der Hauptsitz des kalifornischen Stammzellenforschungsprogramms.
Der Fremdenverkehr spielt eine wichtige Rolle für die Wirtschaft von San Francisco. Mit 3,9 Millionen ausländischen Besuchern stand San Francisco 2016 auf Platz 33 der meistbesuchten Städte weltweit. Touristen brachten im selben Jahr Einnahmen von 5,9 Milliarden US-Dollar. Die meisten ausländischen Besucher kamen aus Asien und Europa.

### Verkehr

#### ÖPNV
San Francisco hat für amerikanische Verhältnisse ein ausgeprägtes öffentliches Verkehrsnetz, das durch die San Francisco Municipal Railway, abgekürzt MUNI, betrieben wird.
Neben – teilweise historischen – Straßenbahnen aus aller Welt, dem Oberleitungsbus San Francisco, Omnibussen und der U-Bahn Muni Metro verkehren in manchen Straßen der Stadt die Cable Cars, seilgezogene Straßenbahnen aus dem 19. Jahrhundert. Es gibt heutzutage drei Cable-Car-Linien: Die California-Line, die Powell-Mason-Line und die Powell-Hyde-Line. Am ehesten dem verbreiteten Bild von San Francisco mit seinen steilen Hügeln kommt die Powell-Hyde-Line nahe.
Vom Embarcadero werden Fährverbindungen zu den angrenzenden Orten an der Bucht angeboten. Die Region östlich der Bucht von San Francisco lässt sich mit dem S-Bahn-ähnlichen System Bay Area Rapid Transit, abgekürzt BART, erreichen. Die San Francisco-Halbinsel und das Silicon Valley sind durch den Caltrain mit der Stadt verbunden, auch dieses System ist einer S-Bahn vergleichbar.
In der Nähe des Fußes der Bay Bridge lag der Busbahnhof Transbay Terminal, von dem aus zahlreiche Orte der Bucht von San Francisco zu den Hauptverkehrszeiten mit Expressbussen erreicht werden konnten.
Die Benutzung der MUNI ist für Personen bis zu 18 Jahren generell kostenlos.

#### Eisenbahn
Die nächstgelegenen von Amtrak betriebenen Fernverkehrsbahnhöfe befinden sich in Emeryville, Oakland und San José. Die Diridon Station ist beispielsweise ein beliebter Umsteigebahnhof in der Downtown von San José. Es bestehen von hier Anschlüsse mit dem Regionalzug Caltrain ins Zentrum von San Francisco (siehe bei ÖPNV), von Emeryville und Oakland mit Thruway-Bussen der Amtrak sowie den BART-Zügen (siehe ÖPNV). Emeryville ist Ausgangspunkt des transkontinentalen Fernverkehrszuges California Zephyr nach Chicago. Der Fernzug Coast Starlight Richtung Seattle bzw. Los Angeles hält an allen drei Fernverkehrsbahnhöfen.
2018 wurde das Salesforce Transit Center als Busbahnhof eröffnet, das langfristig auch zentraler Eisenbahnknotenpunkt werden soll.

#### Straßen

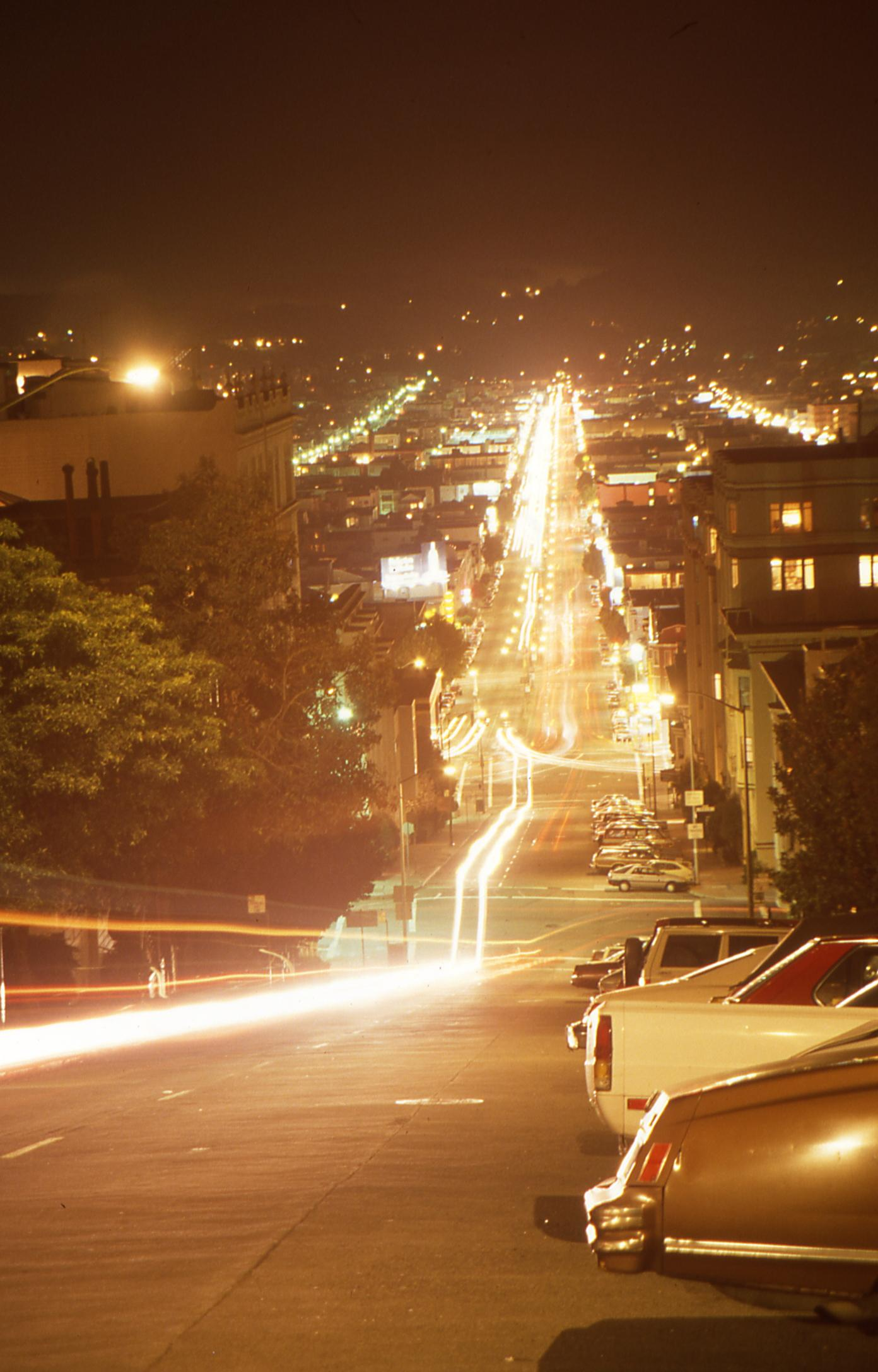
Parken quer zur Fahrtrichtung in den steilen Straßen von San Francisco (1990)

Die Brücken in der San Francisco Bay Area

Die Straßen von San Francisco sind ungeachtet der geologischen Beschaffenheiten überwiegend schachbrettförmig angelegt. Das heißt, sie verlaufen direkt über die Hügel. Daher sind viele Straßen extrem steil. So müssen bergab parkende Autos aus Sicherheitsgründen ihre Räder zum Straßenrand hin und bergauf parkende Autos vom Straßenrand weg eingeschlagen haben. Nach Norden ist San Francisco über die Golden Gate Bridge mit dem Marin County verbunden. Richtung Osten führt die ursprünglich 1936 errichtete San Francisco-Oakland Bay Bridge über Yerba Buena Island nach Oakland. Der östliche Teil der Brücke wurde mittlerweile durch einen 2013 eröffneten Neubau ersetzt.

#### Flugverkehr
Der San Francisco International Airport [SFO] ist nach Los Angeles der bedeutendste internationale Flughafen an der US-amerikanischen Westküste. Er liegt 12,9 km südlich etwas außerhalb der Stadt direkt an der Bucht. Der Standort wurde eigens für den Flughafen in der Bucht aufgeschüttet.

#### Seehafen

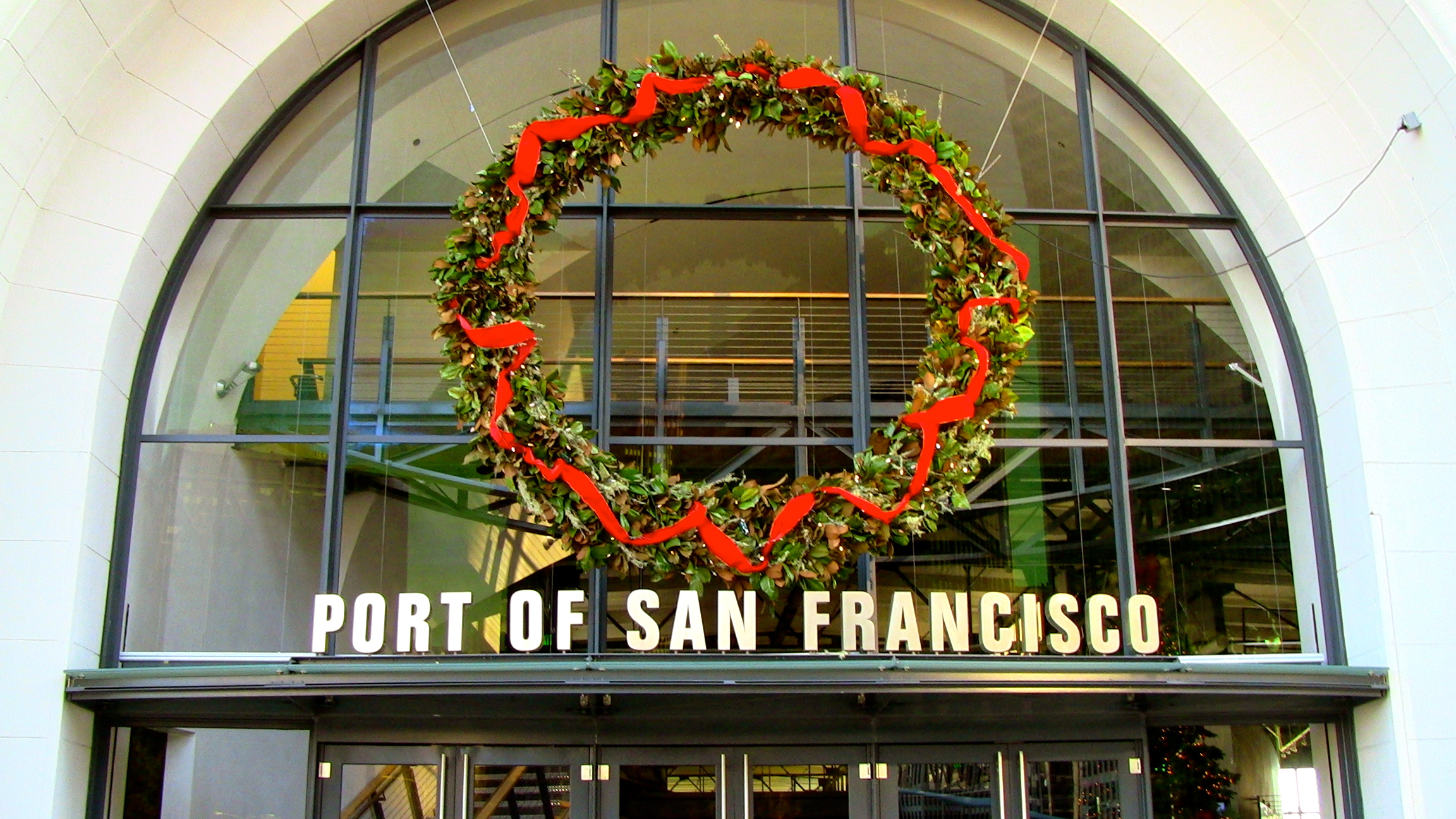
Port Headquarters Pier 1 (2011)

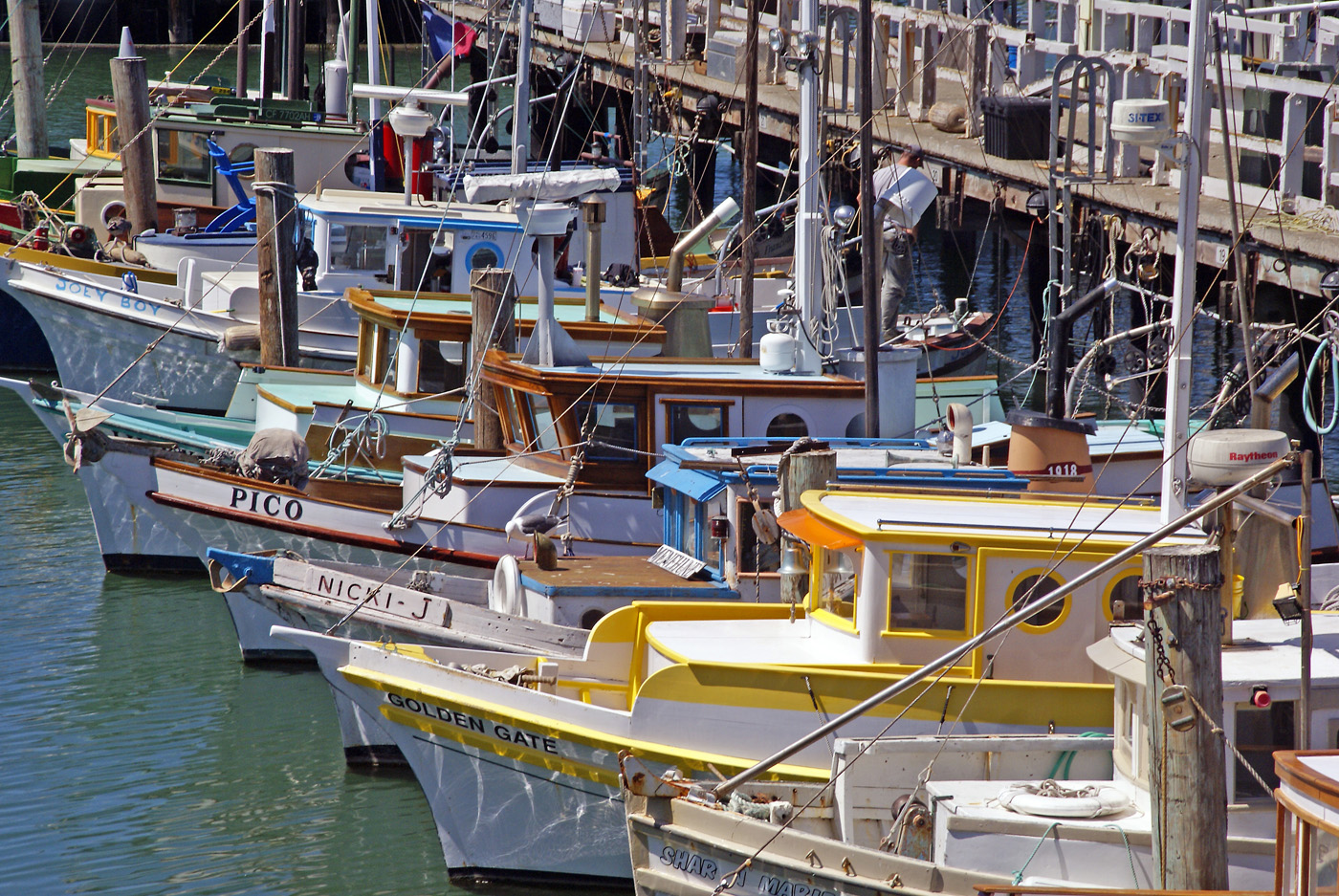
Fisherman’s Wharf (2009)

Der Hafen von San Francisco (englisch Port of San Francisco) war lange Zeit der größte und geschäftigste an der ganzen amerikanischen Westküste. Die Piers wurden in den 1970er Jahren mit dem Aufkommen von Containern und dem Wachstum der durchschnittlichen Schiffsgröße zu klein und damit überflüssig. Der gesamte Container-Umschlag wurde nach Oakland auf der gegenüberliegenden Seite der Bucht ausgelagert. Die Piers verfielen lange Zeit. Teilweise wurden sie von der Stadt verkauft, bis man sich besann und einige (etwa Pier 39 im Hafenviertel Fisherman’s Wharf) zu neuem Leben erweckte. Heute sind vom alten Hafen nur noch wenige Piers und die alte Hafenmeisterei am Anfang der Market Street übrig. Dieses Gebäude wurde in den letzten Jahren aufwendig renoviert. Da die Piers vollständig aus Holz sind, besteht eine ständige Brandgefahr. Ende der 1990er brannte eines dieser alten Bauwerke ab. Am 23. Mai 2020 kam es zu einem Großbrand in einem Lagerhaus auf dem historischen Kai Pier 45.

### Medien

#### Zeitungen
Die Printmedienlandschaft in San Francisco ist so vielfältig wie seine Einwohner. Hier seien nur einige wichtige Publikationen genannt.
- Der San Francisco Chronicle, die wichtigste Tageszeitung der Stadt, wurde 1865 von Charles und Michael de Young als Theatermagazin gegründet. 1868 wandelten die Besitzer es in eine Tageszeitung um. Neben den lokalen Nachrichten werden auch Themen aus der gesamten Region abgedeckt.
- Der San Francisco Examiner wurde von William Randolph Hearst 1887 gekauft. Damit legte er den Grundstein für sein Zeitungsimperium. Die Zeitung ist heute noch Konkurrent des SF Chronicle.
- Die SF Weekly und die San Francisco Bay View erscheinen in geringerer Auflage wöchentlich, sowie bis 2014 der linke San Francisco Bay Guardian.
- Die monatlich erscheinende Zeitschrift Rolling Stone wurde 1967 von Ralph J. Gleason und Jann Wenner in San Francisco gegründet.
- Mother Jones ist ein 1976 gegründetes seriöses, investigatives Magazin, dem Michael Moore 1986 als Herausgeber vorstand. Noch heute legt die Redaktion den Schwerpunkt ihrer Nachforschungen auf die Machenschaften der großen Konzerne und des Militärs.
- Die wöchentliche LGBT-Zeitung Bay Area Reporter existiert seit 1971 in San Francisco.

Zu den Publikationen für die unterschiedlichen ethnischen Gruppen zählt die Sing Tao Daily.

#### Fernsehen
San Francisco und die Bay Area sind der fünftgrößte Fernseh- und viertgrößte Radiomarkt in den USA. Alle großen Fernseh-Networks haben entsprechende lokale Vertragssender, die das Programm der Networks in entsprechenden Zeitfenstern (meist Prime-time) übertragen. Lediglich CNN und BBC haben direkte regionale Filialen.
In San Francisco gibt es folgende lokale Fernsehsender:
- KTVU (CH.2), dem FOX-Network angeschlossen
- KNTV (CH.11), dem NBC-Network angeschlossen
- KPIX (CH.5), dem CBS-Network angeschlossen
- KGO-TV (CH.7), dem ABC-Network angeschlossen
- KQED (CH.9) und KQEH (CH.54), dem PBS-Network angeschlossen
- KWBW (CH.44), dem The-CW-Network angeschlossen

#### Internet
In San Francisco befindet sich der Hauptsitz des Internetarchivs mit 450 Milliarden Webseiten (Stand: März 2015).

#### Vorwahl 415
Die Vorwahl 415 von San Francisco war bis zum 20. Februar 2015 eine der letzten Vorwahlen einer US-Großstadt, die bei Ortsgesprächen nicht mitgewählt werden musste. Es wurden also nur die 7 Ziffern der Rufnummer gewählt ohne die Vorwahl 415. Seit der Einführung der neuen zusätzlichen Vorwahl 628 am 21. Februar 2015 ist auch in San Francisco die Anwahl einer Telefonnummer im Ortsbereich im zehnstelligen Format verpflichtend, man muss also bei Anrufen von einer Nummer mit Vorwahl 415 zu einer anderen Nummer mit der Vorwahl 415 diese jetzt mitwählen.

### Bildung
- Die 1855 gegründete University of San Francisco war eine der ersten Universitäten des amerikanischen Westens.
- Die 1873 gegründete University of California, San Francisco (UCSF) ist führend in Gesundheitswissenschaften.
- Das 1878 gegründete University of California College of the Law, San Francisco ist die älteste Law School der Westküste der Vereinigten Staaten.
- Die 1899 gegründete San Francisco State University
- Die 1901 gegründete Golden Gate University
- Die 1929 gegründete Academy of Art University, San Francisco

## Persönlichkeiten
San Francisco ist der Geburtsort zahlreicher prominenter Personen. Siehe Liste von Persönlichkeiten aus San Francisco.